# 総武本線
総武本線（そうぶほんせん）は、東京都千代田区の東京駅から千葉県銚子市の銚子駅を結ぶ東日本旅客鉄道（JR東日本）の鉄道路線（幹線）である。このほか、東京都墨田区の錦糸町駅で分岐して御茶ノ水駅に至る支線（いわゆる総武緩行線）、小岩駅（新小岩信号場駅）から分岐して金町駅および、越中島貨物駅に至る貨物支線を持つ。千葉駅 - 銚子駅間で路線案内に用いられるラインカラーは黄色（■）、東京駅 - 千葉駅間の快速線（総武快速線）および千葉駅 - 佐倉駅間で適用される駅ナンバリングの路線記号はJO。
なお、『鉄道要覧』やJRの事業基本計画上は錦糸町駅 - 御茶ノ水駅間となっているが、東京駅 - 錦糸町駅間開業以前の起点である御茶ノ水駅には現在も0キロポストが存在する。
東京駅 - 千葉駅間および御茶ノ水駅 - 千葉駅間については、以下の記事も参照。
- 横須賀・総武快速線（東京駅 - 千葉駅間）
- 中央・総武緩行線（御茶ノ水駅 - 千葉駅間）

## 概要
東京都の都心から東方へ伸び、そのベッドタウンである千葉県西部の各都市、同県の県庁所在地であり、政令指定都市である千葉を通り、同県最東端の銚子に至る路線である。東京と千葉県北東部の各地を結ぶ特急列車が東京駅 - 銚子駅間を通して運行されているほか、都心から成田国際空港へアクセスする特急「成田エクスプレス」が当路線と成田線を経由して運行されている。
御茶ノ水駅・東京駅 - 千葉駅間は電車特定区間に指定されており、区間外よりも割安な運賃が適用される。このうち錦糸町駅 - 千葉駅間は、各駅停車の電車が走行する総武緩行線と、快速電車や特急列車が走行する総武快速線が並行する線路別複々線となっており、緩行線の各駅停車の電車は御茶ノ水駅から中央緩行線、快速線の快速電車は東京駅から横須賀線と直通運転を行っている。
また、1988年6月の高徳本線の高徳線への名称変更から2024年3月の北陸本線の敦賀駅以北の経営分離までは、運賃計算区分が幹線の本線を名乗るJR線では最も短い路線であった。
貨物支線を除き旅客営業規則の定める大都市近郊区間の「東京近郊区間」、およびIC乗車カード「Suica」の首都圏エリアに含まれている。

### 路線名
路線名の「総武」は現在の千葉県北側の旧国名である下総国と東京都の旧国名である武蔵国を結ぶことに由来している。
「総武線」と呼ばれる場合は御茶ノ水駅・東京駅 - 千葉駅間、「総武本線」と呼ばれる場合は特急列車は東京駅 - 銚子駅間、ローカル列車は千葉駅 - 成東駅 - 八日市場駅 - 銚子駅間を指すことが多く、JR東日本ウェブサイトの路線案内においてもそのようになっている。ただし、必ずしも統一されておらず、車内の路線ネットワーク図や発車標、駅の時刻表などでは千葉駅以東も「総武線」と表記している場合もある。
なお、『鉄道要覧』においては全線通して「総武線」となっている。

## 歴史
本節では、千葉県内の鉄道敷設運動前後から総武鉄道設立、路線開業及び国有化以降の総武本線全体の沿革について記述する。

### 背景
1872年（明治5年）に日本最初の鉄道が新橋駅（後の旧国鉄汐留駅） - 横浜駅（現・桜木町駅）間に開通し、その後、1884年（明治17年）に日本鉄道会社が上野駅- 高崎駅間に民営鉄道を開業して良好な営業成績を上げたことなどを受け、明治10年代後半に全国的な民営鉄道建設ブームが起きた。千葉県内でも鉄道敷設の機運が高まったが、当初は資金面から馬車鉄道の計画が多かった。

### 初期の鉄道敷設運動
千葉県内では1886年（明治19年）頃から蒸気機関車による鉄道建設の運動が始められ、1887年（明治20年）11月に佐原の伊能権之丞らが発起した武総鉄道会社と、成東の安井理民らが発起した総州鉄道会社が相次いで創立の申請を行った。しかし、当時は従来からの水上交通の実績に対する評価が高く、また利根運河の開削も決定したばかりであったため、千葉県知事であった船越衛が鉄道敷設に対して慎重な姿勢をとるようになった。船越は両者に対し計画の翻意や合併を促してきたが、総州鉄道はこれに応じず東京府知事である高崎五六を通じて正式に鉄道敷設を出願した。これを受けて船越もやむなく千葉県知事として武総鉄道を内閣に進達したが、「利根・江戸両川の水運が至便である上、この地方の状況は鉄道敷設を必要とするほど発展していない」などとして結局どちらも却下されている。
1887年（明治20年）11月に申請された計画ルート
武総鉄道株式会社：本所 - 市川 - 船橋 - 千葉 - 佐倉 - 成田 - 佐原
総州鉄道株式会社：本所 - 市川 - 船橋 - 千葉 - 佐倉 - 八街 - 芝山 - 八日市 - 銚子

### 総武鉄道

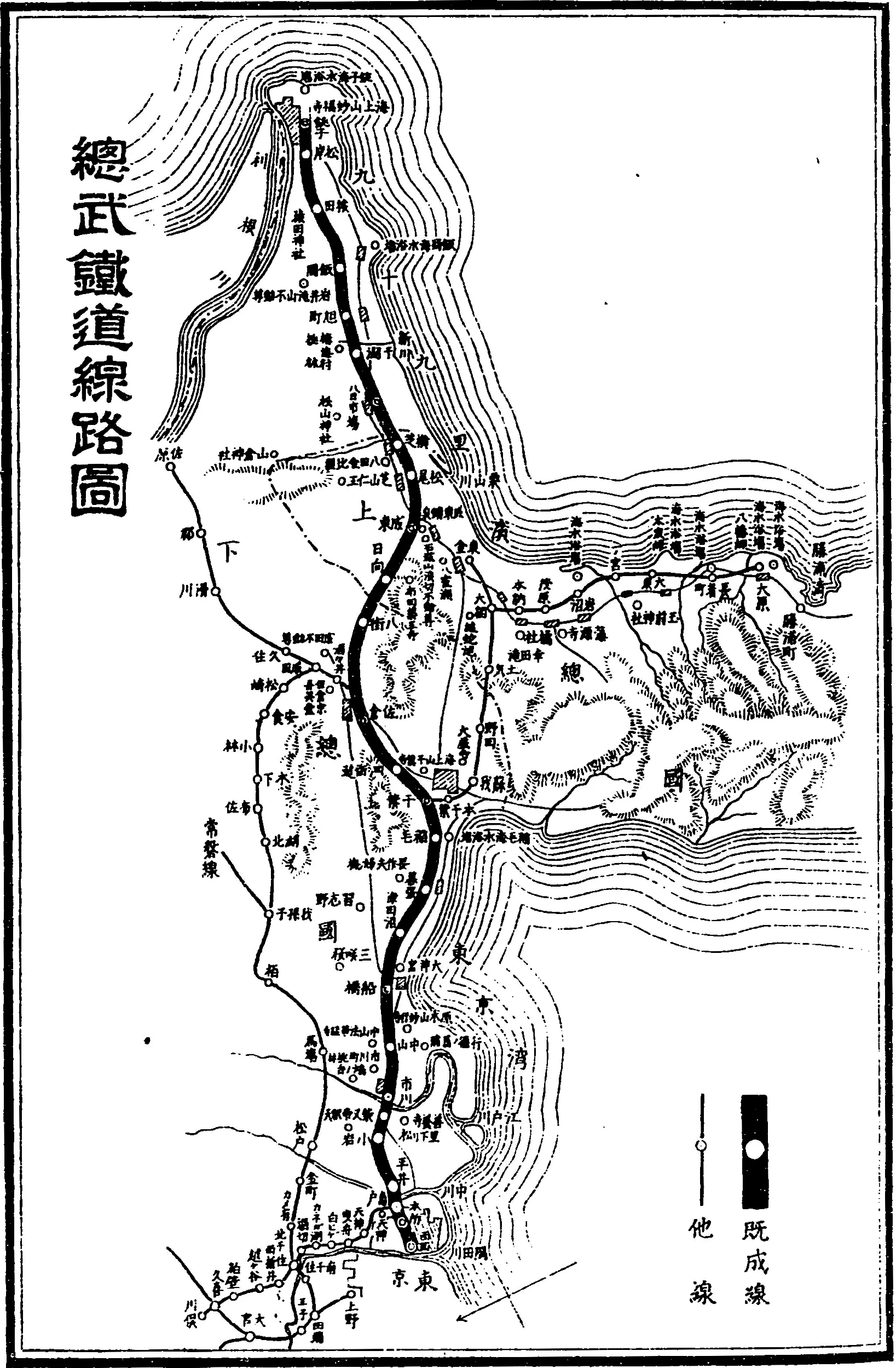
総武鉄道株式会社 1906年の路線図

上述の経験から、競願の不利益さを悟った両社の発起人は合併を協議し、発起人に利根川水運の株主であった県会議長の池田栄亮などの有力者を加え、1889年（明治22年）1月に総武鉄道株式会社を創立した。会社名は上述の却下された武総鉄道とは逆の「総武」となったが、起点は武蔵国、終点は下総国で、途中の一部区間において上総国を経由するルートが、総武鉄道によって実現していくことになる。総武鉄道は翌2月に再願を申請した。この時の出願では、利根運河との競合を避けると共に陸軍の支持が得られるように国府台・津田沼・佐倉（この計画線は直接通らないものの、習志野も隣接する）等の軍営所在地を通る以下のルートを採用し、その使命に「軍事輸送と政府開墾地への輸送」を掲げていた。
1889年（明治22年）1月に申請された計画ルート
総武鉄道株式会社：本所 - 市川 - 船橋 - 千葉 - 佐倉 - 八街
総武鉄道の狙い通り、「陸軍営所を通過し、用兵上にも便利である」とする陸軍省の意見が決め手となり、1889年（明治22年）4月に仮免状が下付され、同年12月に小岩 - 佐倉間の免許状が降りた。ただし、計画の一部変更などにより、工事着手は1893年（明治26年）8月となる。なお、1892年（明治25年）に公布された鉄道敷設法で「東京府下上野ヨリ千葉県下千葉、佐倉ヲ経テ銚子ニ至ル鉄道及本線ヨリ分岐シテ木更津ニ至ル鉄道」が将来建設されるべき鉄道として指定された。このころになるとルートの候補地となった各地域で様々な鉄道誘致運動が行われるようになる。なお、千葉県各所（船橋・千葉・佐倉・芝山・飯岡・茂原・流山等）で鉄道反対運動が行われたとの言説が市町村史や小学校副読本などで取り上げられることがあるが、当時の文献や記録にこれらを裏付けるものはなく、単なる鉄道忌避伝説であるとされる。
1894年（明治27年）7月20日に市川駅 - 佐倉駅間が開業し、千葉県内初の鉄道となる。直後の8月1日に日清両国で宣戦布告がなされ、早速日清戦争での兵員輸送に活用された。同年12月9日には江戸川を越えて本所駅（現在の錦糸町駅）に達した。総武鉄道は、1897年（明治30年）5月1日に成東駅まで、同年6月1日には銚子駅まで延伸され、佐倉駅で成田鉄道との連絡も実現する。
両国橋から都心部への延伸は1899年（明治33年）に本所 - 秋葉原間の免許を得て、1904年（明治37年）に両国橋駅（現・両国駅）まで延伸され、ここを都心側のターミナルとした。両国橋駅を利用する旅客は既に開業していた路面電車（後の都電）に乗り継いだ。なお、この当時は貨物扱いも両国橋駅で行い、ここから隅田川などの舟運を利用して物資が東京市内へと運ばれた。
1907年（明治40年）、鉄道国有法により買収・国有化され、官営鉄道（国有鉄道）の総武本線となった。

### 近代化と戦争
鉄道開業により、総武本線の沿線には住宅地の拡大が両国から徐々に東側に向けて始まった。また、1912年（大正元年）に最初の区間が開業した京成電気軌道（現在の京成電鉄）とは東京 - 船橋 - 千葉の都市間輸送で競合するようになり、東海道本線からは少し遅れたが総武本線の近代化に向けた取り組みが始まった。ただし、1923年（大正12年）9月1日には関東大震災で両国周辺で多数の犠牲者が出る惨事も起きた。復興計画が立てられる中、1926年（大正15年）には常磐線と連絡する貨物支線（新金線）、1929年（昭和4年）には東京湾岸に近い小名木川駅への支線（後の越中島支線）が開業し、旅客と貨物の分離が進められた。
震災復興をきっかけとして都心部への延伸が進められ 、1932年（昭和7年）7月1日には、御茶ノ水駅 - 両国駅間が延伸され、同区間で電車の運転を開始した。これにより、総武本線は東京都心部で他の国鉄線と連絡するようになった。以降、1933年（昭和8年）3月に市川まで、同年9月には船橋駅まで電化区間が延長され、中央本線中野駅まで緩行電車として直通運転を実施するようになった。1935年（昭和10年）には、千葉駅までの電化が完成した。以後、総武本線は千葉駅を境に、住宅地が広がる地域で通勤電車が頻繁に運行される御茶ノ水駅方面の西側と、農村や漁村を蒸気機関車牽引の客車列車が結ぶ銚子駅方面の東側に性格が二分された。
第二次世界大戦末期の1945年（昭和20年）3月10日、沿線で米軍による無差別爆撃、東京大空襲が実行され、一夜にして約10万人が死亡し、両国・錦糸町・亀戸などの各駅には多くの被災者が避難した。また、アメリカ軍が九十九里浜に上陸する日本侵攻作戦が予測され、日本軍は本土決戦に備えた決号作戦により総武本線で大量の軍事輸送を行ったが、同年8月15日に日本はポツダム宣言受諾を発表し、沿線での大規模戦闘は回避された。

### 戦後の改良
戦時中の酷使並びに食糧難による買い出し客の殺到や資材不足により、終戦直後の総武本線が置かれた環境は劣悪であった。当初GHQは国鉄の車両改善予算を承認しなかったが、両国駅で総武本線の木造客車を視察しそのあまりのボロさに仰天した担当官が即座にこれを認めたといわれる。
その後、被災地域の復興や高度経済成長による東京都市圏の人口急増により、千葉以西が複線電化、千葉以東が単線非電化という総武本線の輸送事情は逼迫した。房総方面の国鉄の鉄道路線は、1953年（昭和28年）に「気動車化モデル線区」に選定されキハ17系が集中投入されてある程度の近代化が進展していたが、電化の進展は1968年（昭和43年）までは総武本線の御茶ノ水駅 - 千葉駅までに過ぎず、他の路線は非電化の状況であった。千葉・房総方面において機関車牽引でない“電車”は中央緩行線に直通する総武線国電（御茶ノ水駅 - 千葉駅の各駅に停車）と私鉄である京成電鉄の路線だけであり、それ以外は蒸気機関車やディーゼル機関車が走る、関東でも電化整備の遅れた地域であった。そのため、新たに発足した日本国有鉄道（国鉄）は1964年（昭和39年）に決定した通勤五方面作戦の重要な一部として総武本線の輸送力増強に着手した。その中核として、国鉄初の本格的な都市内地下鉄道になる東京 - 錦糸町間の新線建設を含む東京 - 千葉間の快速線建設が決定された。
一方、千葉駅以東の近代化も徐々に進み、通勤路線としての性格が強まり、1968年（昭和43年）3月28日に総武本線・成田線の千葉駅 - 佐倉駅 - 成田駅間の電化が、同年7月13日に千葉駅 - 木更津駅間の電化がそれぞれ完成、同区間に電車が走れるようになり、朝夕には、成田駅・木更津駅発着のカナリアイエロー色の101系電車を使用した直通電車が運行され、さらに、同年10月1日のダイヤ改正から中央線の中野駅 - 木更津駅発着及び翌1969年（昭和44年）10月1日のダイヤ改正から中野駅 - 成田駅発着で毎日1時間に1 - 2本程度同電車を使用した電車快速が、また、同改正から御茶ノ水駅 - 千葉駅間では夜間下り2本の気動車快速列車が運行を開始した（なお、1975年（昭和50年）3月10日のダイヤ改正では千葉駅 - 銚子駅間にも快速列車が運行された。101系使用の直通電車および電車快速以外の詳細は後述）。
1972年（昭和47年）7月には東京駅 - 錦糸町駅の地下トンネル区間及び津田沼駅までの複々線完成により総武快速線が開業した。これにより起点が御茶ノ水駅から東京駅に変更され、新設された東京駅の地下ホームからは新たに設定された房総方面への特急列車が発着した。一方、総武鉄道時代から東京と千葉以東を結ぶターミナルとなっていた両国駅は、急行列車の発着は残されたものの、その重要性が大きく低下した。1974年（昭和49年）には銚子駅までの電化が完成し、東京からの直通電車特急「しおさい」の運行が開始された。その後、1980年（昭和55年）には横須賀線との直通運転（SM分離及びSF直結）が開始され、1981年（昭和56年）には千葉駅まで複々線区間が延長されて、当初の計画は完成した。これにより、国鉄による輸送は高速化され、国鉄は東京 - 船橋・千葉の都市間輸送で京成電鉄より優位に立った。また、1969年（昭和44年）には営団地下鉄（現在の東京地下鉄）東西線が西船橋駅 - 津田沼駅間に乗り入れ、特に通勤輸送で総武本線（中央・総武緩行線）の負担を大きく軽減していた。さらに、紆余曲折を経て1978年（昭和53年）に新東京国際空港（現在の成田国際空港）が開港すると、総武本線と成田線は京成電鉄を補完する鉄道アクセスルートとなった。なお、複々線化にあたり、成田国際空港周辺整備のための国の財政上の特別措置に関する法律（成田財特法）による補助金のかさ上げの適用を受けている。このような状況で1987年（昭和62年）の国鉄分割民営化を迎え、総武本線は施設保有と旅客輸送がJR東日本、貨物輸送がJR貨物へ承継された。ただし、銚子漁港からの鮮魚・醤油輸送がトラックに切り替えられて銚子駅 - 新生駅間の貨物線が廃止されたように、総武本線での貨物輸送量は減少していた。

### 民営化直前
総武本線の大部分を管轄する国鉄千葉鉄道管理局（民営化後はJR東日本千葉支社）では分割民営化に反対する国鉄千葉動力車労働組合（千葉動労）の勢力が強く、1985年（昭和60年）11月29日に千葉動労が実施した分割民営化反対ストライキの際にはこれを支持する革命的共産主義者同盟全国委員会（中核派）により国電同時多発ゲリラ事件が発生した。特に浅草橋駅は国鉄職員を含む約120人の中核派グループにより破壊・放火された。分割民営化後も千葉動労はJR東日本との対決を続け、特に千葉駅以東ではストライキによる列車運行の停止が毎年起こった。

### 民営化後
総武本線を受け継いだJR東日本は総武本線の改良を続け、ATS-Pの設置を進めた。また、当初は貨物線で計画していた京葉線を旅客営業兼用に転換し、国鉄末期の1986年（昭和61年）の第1期区間開業に続いて1990年（平成2年）に東京駅乗り入れを実現させた。内房線・外房線直通列車は定期特急の大半と快速の一部が総武本線（快速線）から京葉線に移行し、乗客の転移もあって、総武本線（快速線）の過密緩和に役立った。
1991年（平成3年）には成田新幹線の施設を転用した成田空港旅客ターミナルへの鉄道乗り入れが実現し、総武本線（および成田線）では空港連絡特急「成田エクスプレス」の運行が始まって、アクセス路線としての重要性を増した。ただし、1985年以降の東関東自動車道の延伸により、高速バス（かしま号、犬吠号、利根ライナー号、あそう号、東京 - 八日市場線）の運行が拡大されると、「しおさい」などの「成田エクスプレス」以外の特急列車は本数削減や一部区間の普通列車化が行われ、総武本線（および成田線・鹿島線）は東京と千葉県北東部・茨城県南東部を結ぶ都市間輸送で劣勢に立っていることが明確となった。
2000年（平成12年）の運輸政策審議会答申第18号では、2015年までに整備すべき路線として新浦安（京葉線） - 船橋 - 津田沼間の新線建設（船橋 - 津田沼間は3複線化）が提唱された。千葉方面からの総武本線の列車は津田沼から新線に乗り入れ、新浦安から京葉線経由で東京駅へ、あるいはこれも2015年を整備目標とする新宿・三鷹方面への延伸線に向かうことが想定されている。また、新木場 - 新浦安間の建設（複々線化）と新木場からの東京臨海高速鉄道（りんかい線）乗り入れも明記されたが、運営会社のJR東日本はこの建設計画についてまだ正式な発表を行っていない。

### 年表
本線と貨物支線（越中島支線・新金線）のそれぞれの路線開業から各駅の開業や複線化及び路線施設関連などの使用開始年月日について記述する。

#### 本線
元は本線であった錦糸町駅 - 御茶ノ水駅間の支線も含めて記述する。
- 1894年（明治27年）
  - 7月20日：総武鉄道市川駅 - 佐倉駅間が開業[5][20]。市川駅・船橋駅・千葉駅・佐倉駅が開業。
  - 12月9日：本所駅（現・錦糸町駅）- 市川駅間が延伸。幕張駅・四ツ街道駅（現・四街道駅）が開業[5][20]。
- 1895年（明治28年）
  - 4月12日：中山駅が開業[5]。
  - 9月21日：津田沼駅が開業[5]。
- 1897年（明治30年）
  - 5月1日：佐倉駅 - 成東駅間が延伸開業[5]。八街駅・成東駅が開業。
  - 6月1日：成東駅 - 銚子駅間が延伸開業[5]。横芝駅・八日市場駅・旭町駅（現：旭駅）・飯岡駅・松岸駅・銚子駅が開業。
- 1898年（明治31年）
  - 1月25日：猿田駅が開業[5]。
  - 2月25日：松尾駅・干潟駅が開業[5]。
- 1899年（明治32年）
  - 4月28日：平井駅が開業[5]。
  - 5月24日：小岩駅が開業[5]。
  - 9月13日：稲毛駅が開業[5]。
  - 10月12日：日向駅が開業[5]。
- 1904年（明治37年）
  - 3月29日：亀戸駅が開業[5]。
  - 4月5日：両国橋駅（現・両国駅）- 本所駅間が延伸開業。同日開業の東武鉄道亀戸線の両国橋駅 - 亀戸駅間に直通開始[5]。
- 1907年（明治40年）
  - 8月29日：両国橋駅 - 亀戸駅間が複線化[11]。
  - 9月1日：鉄道国有法により買収、国有化[11]。
  - 11月1日：四ツ街道駅が四街道駅に改称。
- 1908年（明治41年）
  - 6月17日：平井駅 - 小岩間駅・市川駅 - 船橋駅間・稲毛駅 - 千葉駅間が複線化[11]。
  - 7月17日：船橋駅 - 津田沼駅間が複線化[11]。
  - 9月15日：亀戸駅 - 平井駅間・津田沼駅 - 稲毛駅間が複線化[11]。
  - 10月14日：小岩駅 - 市川駅間が複線化[11]。
- 1909年（明治42年）10月12日 国有鉄道線路名称制定により、総武本線となる[11]。
- 1910年（明治43年）3月27日：東武亀戸線両国橋駅 - 亀戸駅間への直通運転廃止[11]。
- 1911年（明治44年）3月4日：四街道駅 - 佐倉駅間に物井信号所が開設[11]。
- 1912年（大正元年）11月1日 千葉駅 - 四街道駅間に都賀信号所が開設[11]。
- 1914年（大正3年）9月10日：南酒々井駅が開業[11]。
- 1915年（大正4年）
  - 5月1日：本所駅が錦糸町駅に改称[11]。
  - 9月11日：中山駅が下総中山駅に改称[11]。
- 1922年（大正11年）4月1日：信号所が信号場に改称。
- 1926年（大正15年）
  - 2月14日：平井駅 - 小岩駅間に新小岩信号場が開業[11]。
  - 7月1日：新小岩信号場が新小岩操車場に変更[11]。
- 1928年（昭和3年）7月10日：新小岩操車場が駅に変更され、新小岩駅が開業[11]。
- 1931年（昭和6年）10月1日：両国橋駅が両国駅に改称[11]。
- 1932年（昭和7年）
  - 3月15日：鉄道省電化計画委員会が両国駅 - 市川駅間の電化を決定。総工費は291万円、両国駅 - 亀戸駅間に電車専用線を新設し、市川駅に車庫、亀戸駅に変電所を新設、電力は自家変電・東電からの買電を併用する計画案であった。計画案においては、運転時間は約20分で、平常時は2両運転・ラッシュアワーは4両運転とし、いずれも4分間隔での運行とした。また、翌年3月中に工事を完成させ、4月1日より運行を開始するとした[新聞 2]。
  - 7月1日：御茶ノ水駅 - 両国駅間が延伸開業（複線・旅客営業のみ）。同区間で電車が運行開始[11]。
  - 12月27日：鉄道省が市川駅 - 船橋駅間の電化を決定。予算は約50万円[新聞 3]。
- 1933年（昭和8年）
  - 3月15日：両国駅 - 市川駅間が電化[11]。電車は御茶ノ水駅 - 市川駅間において、三等車2両連結・10分間隔（ラッシュアワー8分間隔）で運転された。列車は同区間を無停車とした[新聞 4]。また、省線電車と同様特定運賃制を実施した[新聞 5]。
  - 9月15日：市川駅 - 船橋駅間が電化。中央線中野駅まで緩行電車として直通運転開始[11]。市川駅 - 千葉駅間16往復のガソリンカーが船橋駅 - 千葉駅間30往復に増加して運転された。船橋駅 - 千葉駅間は20分間隔の運転で、千葉以遠の列車は両国駅 - 千葉駅間をノンストップで走った[新聞 6]。
- 1935年（昭和10年）
  - 7月1日：船橋駅 - 千葉駅間が電化[21]。
  - 9月1日：本八幡駅が開業[11]。
- 1937年（昭和12年）4月5日：物井信号場が駅に変更され、物井駅が開業。
- 1942年（昭和17年）10月1日：西千葉駅が開業[11]。
- 1944年（昭和19年）4月1日：決戦非常措置要綱に基づき、総武本線（両国 - 銚子間）の列車の二等車が廃止される[22]。
- 1951年（昭和26年）7月15日：新検見川駅が開業[15]。
- 1958年（昭和33年）
  - 4月1日：榎戸駅が開業[15]。
  - 11月10日：西船橋駅が開業[15]。
- 1959年（昭和34年）10月1日：旭町駅が旭駅に改称。
- 1960年（昭和35年）6月1日：倉橋駅が開業[15]。
- 1963年（昭和38年）4月28日：房総東線（現・外房線）のスイッチバック解消のため、千葉駅を西千葉寄りに0.8 km移設[15]。
- 1964年（昭和39年）10月1日：飯倉駅が開業[15]。
- 1965年（昭和40年）
  - 2月1日：ATS-Sを導入[23]。
  - 9月30日：千葉駅 - 四街道駅間が複線化および自動信号化[15]。都賀信号場が仮乗降場に変更され都賀仮乗降場が開業。
  - 12月20日：旧千葉駅跡地に東千葉駅が開業[15]。
- 1966年（昭和41年）9月25日：四街道駅 - 物井駅間が複線化および自動信号化[15]。
- 1967年（昭和42年）12月21日：臨時新東京国際空港閣僚協議会決定「新東京国際空港関連事業計画について」において、成田空港供用開始（1971年予定）までを目途に、東京・千葉間の複々線化の整備をすすめるとされる。
- 1968年（昭和43年）
  - 2月25日：物井駅 - 佐倉駅間が複線化および自動信号化（同時に成田線佐倉駅 - 成田駅間も自動信号化）[15]。
  - 3月28日：千葉駅 - 佐倉駅間が電化（同時に成田線佐倉駅 - 成田駅間も電化）[15][新聞 1]。都賀仮乗降場が駅に変更され、都賀駅が開業。
  - 6月1日：新小岩駅から貨物扱い・操車場業務を分離して新小岩操駅が開業。
- 1970年（昭和45年）
  - 1月7日：船橋駅 - 西船橋駅間の踏切で踏切警手が遮断機を下げ損ねて乗用車と電車が衝突。2人が負傷[24]。
  - 5月18日：上り普通電車の電気系統が故障して暴走する事件が発生。津田沼駅の手前を走行中にドアが開き、ブレーキが効かないまま津田沼駅、船橋駅、西船橋駅を通過。乗員に加え乗客らが手ブレーキを操作したことにより、下総中山駅構内で停車させることに成功した。乗客約500人に負傷者無し[25]。
  - 7月12日：新小岩駅 - 西船橋駅間が高架化[26]。
- 1971年（昭和46年）7月5日：亀戸駅 - 新小岩駅間が3線化[27]。
- 1972年（昭和47年）
  - 3月28日：船橋駅構内追突事故。
  - 6月4日：新小岩駅 - 津田沼駅間が複々線化[28]。
  - 7月15日：東京駅 - 錦糸町駅間が延伸開業（複線・旅客営業のみ）。総武本線の起点が東京駅に変更され、錦糸町駅 - 御茶ノ水駅間は支線として分離。錦糸町駅 - 亀戸駅間が複々線化、亀戸駅 - 新小岩駅間が5線化[15]。
- 1974年（昭和49年）
  - 2月2日：佐倉駅 - 銚子駅間が自動信号化。
  - 3月15日：千葉駅 - 銚子駅間に 列車集中制御装置（CTC）を導入[15]。
  - 10月1日：両国駅 - 新小岩操駅間の貨物営業廃止。
  - 10月26日：佐倉駅 - 銚子駅間が電化され、本線の電化が完成[15]。
- 1978年（昭和53年）3月17日：成田空港への航空燃料輸送（暫定輸送）開始[29]。
- 1979年（昭和54年）
  - 7月7日：新検見川駅 ‐ 千葉駅間が複々線化。
  - 7月9日：新検見川駅 - 千葉駅間が高架化[30]。
- 1980年（昭和55年）
  - 10月1日：横須賀線との直通運転（SM分離）開始。
  - 11月28日：稲毛駅 - 西千葉駅間に黒砂信号場が開設。
- 1981年（昭和56年）
  - 7月5日：津田沼駅 - 新検見川駅間が複々線化[19]。
  - 10月1日：東船橋駅・幕張本郷駅が開業[19]。
- 1983年（昭和58年）8月：成田空港本格パイプライン稼働開始により、暫定輸送終了。
- 1986年（昭和61年）11月1日：成東駅 - 銚子駅間の貨物営業廃止。新小岩操駅が廃止され、新小岩操車場に変更[19]。
- 1987年（昭和62年）
  - 3月31日：新小岩操車場が貨物駅に変更され、新小岩操駅が開業。
  - 4月1日：国鉄分割民営化により、東日本旅客鉄道（JR東日本）に継承。新小岩操駅 - 成東駅間は日本貨物鉄道（JR貨物）が第二種鉄道事業者となる[19]。
- 1990年（平成2年）3月25日：御茶ノ水駅 - 千葉駅間（緩行線）で ATS-P 使用開始[新聞 7]。
- 1993年（平成5年）
  - 10月24日：錦糸町駅 - 市川駅間でATS-Pの使用開始[19]。
  - 10月31日：市川駅 - 千葉駅間でATS-Pの使用開始[19]。
- 1994年（平成6年）10月28日：千葉駅 - 佐倉駅間でATS-Pの使用開始[19]。
- 1997年（平成9年）3月22日：成東駅 - 銚子駅間の普通列車が全列車とも禁煙となる[31]。
- 1999年（平成11年）
  - 5月29日：御茶ノ水駅 - 千葉駅間（緩行線）で東京圏輸送管理システム (ATOS) が導入される。
  - 3月31日：佐倉駅 - 成東駅間の日本貨物鉄道の第二種鉄道事業廃止[19]。
- 2000年（平成12年）9月30日：東京駅 - 幕張駅間でATOSが導入される。
- 2001年（平成13年）2月4日：佐倉駅 - 成東駅間でATS-Pの使用開始[19]。
- 2004年（平成16年）2月29日：東京駅 - 錦糸町駅間がATCからATS-Pに変更[19][新聞 8]。
- 2005年（平成17年）12月10日：183系・189系を置き換える関係から特急にE257系500番台が投入され、運用を開始。
- 2006年（平成18年）10月21日：211系3000番台が運用開始。
- 2009年（平成21年）
  - 3月14日：成東駅 - 銚子駅間が東京近郊区間に組み込まれ、同時にICカード「Suica」サービス開始[報道 1]。
  - 10月1日：113系の老朽化などの事由により、千葉駅 - 成東駅 - 銚子駅間に4ドア車の209系2000・2100番台が運用開始[報道 2]
  - 10月4日：成東駅 - 銚子駅間でATS-Pの使用開始。
- 2010年（平成22年）3月12日：この日限りで荷物列車廃止。
- 2011年（平成23年）3月12日：新小岩操駅が新小岩信号場駅に改称。
- 2020年（令和2年）2月16日：千葉駅で内房線・外房線・総武本線・成田線ホームに ATOS を導入。
- 2026年（令和8年）7月1日（予定）：支社制から事業本部制への再編に伴い、これまでの首都圏本部・千葉支社の管轄から、小岩駅以西を東京事業本部、市川駅 - 西千葉駅間を京葉総武事業本部、千葉駅 - 銚子駅間を千葉事業本部の管轄とする[報道 3]。

#### 越中島支線
- 1929年（昭和4年）3月20日：亀戸駅 - 小名木川駅間が開業[11]。
- 1958年（昭和33年）11月10日：小名木川駅 - 越中島駅（現在の越中島貨物駅）間が延伸開業[15]。
- 1966年（昭和41年）10月1日：全線で自動信号化。
- 1971年（昭和46年）7月5日：起点が新小岩操駅に変更される。
- 1984年（昭和59年）2月1日：小名木川駅 - 越中島駅（現在の越中島貨物駅）間の運転方式が入換方式に変更。
- 1986年（昭和61年）11月1日：新小岩操駅廃止のため、起点が小岩駅に変更される[19]。
- 1987年（昭和62年）4月1日：国鉄分割民営化により東日本旅客鉄道に承継。日本貨物鉄道が第二種鉄道事業者となる[19]。
- 1990年（平成2年）3月10日：京葉線越中島駅との区別のため、越中島駅が越中島貨物駅に改称[19]。
- 2000年（平成12年）12月2日：小名木川駅が廃止[19]。
- 2001年（平成13年）3月1日：千葉総合指令室から東京総合指令室に移管。
- 2011年（平成23年）3月12日：新小岩操駅が新小岩信号場駅に改称。

#### 新金線
- 1926年（大正15年）7月1日：新小岩操車場 - 金町駅間が開業[11]。
- 1928年（昭和3年）7月10日：新小岩操車場が新小岩駅に変更。
- 1964年（昭和39年）
  - 9月25日：全線で電化。
  - 10月1日：全線で自動信号化。
- 1986年（昭和61年）11月1日：新小岩操駅廃止のため、起点が小岩駅に変更される[19]。
- 1987年（昭和62年）4月1日：国鉄分割民営化により東日本旅客鉄道に承継。日本貨物鉄道が第二種鉄道事業者となる[19]。
- 2001年（平成13年）3月1日：千葉総合指令室から東京総合指令室に移管。
- 2011年（平成23年）3月12日：新小岩操駅が新小岩信号場駅に改称。

#### 貨物支線
- 1900年（明治33年）3月28日：銚子駅 - 新生駅間が延伸開業[5]。
- 1978年（昭和53年）4月1日：廃止[15]。

## 運行形態
総武本線を運行する列車の形態を成田線・外房線・内房線直通列車および途中区間から乗り入れる列車も含めて記述する。

### 優等列車
総武本線を運行する優等列車として、以下の特急列車が運行されている。詳細は各列車の記事を参照。
- しおさい
  - 東京駅 - 千葉駅 - 佐倉駅・成東駅・銚子駅間
- 成田エクスプレス
  - 成田空港へのアクセス特急。大船駅・新宿駅 - 東京駅 - 成田空港駅間
- 新宿わかしお
  - 新宿駅 - 千葉駅 - 茂原駅 - 安房鴨川駅（千葉駅以南は外房線）…土曜・休日のみ（臨時列車扱い）
- 新宿さざなみ
  - 新宿駅 - 千葉駅 - 木更津駅 - 館山駅（千葉駅以南は外房線・内房線）…土曜・休日のみ（臨時列車扱い）
- あずさ
  - 松本駅 - 新宿駅 - 千葉駅…朝（3号 松本行き、千葉駅 - 大月駅間で富士回遊と併結）・夜（松本始発50号 千葉行）のみ運行
- 富士回遊
  - 河口湖駅 ← 富士山駅 ← 新宿駅 ← 千葉駅 …「あずさ」3号と併結で、河口湖方面のみ運行

### 地域輸送

#### 東京駅・御茶ノ水駅 - 千葉駅間
電車特定区間である東京駅・御茶ノ水駅 - 千葉駅間は、1972年（昭和47年）の複々線化によって快速線と緩行線に分かれ、東京駅経由で快速線を走行する快速電車（総武快速線、案内上は「横須賀・総武線快速」）と、御茶ノ水駅を経由して緩行線を走行する各駅停車（総武緩行線、案内上は「中央・総武線各駅停車」）の2系統に分かれている。1981年（昭和56年）に錦糸町駅 - 千葉駅間が完全複々線化されて以降は、両者の線路・車両・ダイヤもそれぞれ独立したものとなっている。
快速電車は東京駅 - 錦糸町駅で地下線を走行し、東京駅以南は東海道本線（品川駅 - 武蔵小杉駅 - 鶴見駅間は通称品鶴線）を経由して横須賀線と直通運転を行っている（旅客案内などでは東海道本線の区間も含めて「横須賀線」と称される）ほか、総武本線も含めた千葉駅以東（総武本線・成田線・鹿島線）・以南（外房線・内房線）に直通する列車もある。
黄色帯の電車で運行される各駅停車は錦糸町駅より御茶ノ水駅方面への支線に乗り入れ、同駅から中央本線の三鷹駅まで直通するが、千葉駅以南・以東への乗り入れは設定されていない。また平日の朝夕には西船橋駅で東京地下鉄（東京メトロ）東西線から緩行線津田沼駅に乗り入れる列車もある。なお将来的なホームドア設置実施に伴い、2020年3月14日のダイヤ改正から、中央線は東京駅発着の各駅停車の運行を廃止して快速・特別快速などの速達列車のみを終日運転することとなり、これに付随して、中央・総武緩行線は早朝・深夜における御茶ノ水駅折り返しおよび武蔵小金井駅・立川駅への直通を廃止し、全列車が千葉駅 - 御茶ノ水駅経由 - 三鷹駅の相互直通運転のみとなった。

#### 千葉駅 - 銚子駅間
千葉駅以東では普通・快速の2種別が設定されている。2022年3月改正までは通勤快速が運行されていた。普通列車は旭駅 - 銚子駅間の区間列車と成田駅 - 松岸駅 - 銚子駅間の成田線列車を除いて千葉駅発着での運行で、千葉駅から東京方面への乗り入れは行っていない。
逆に快速列車は、上り1本を除くすべての定期列車が千葉駅以西の快速線（多くはさらに横須賀線）に乗り入れる。佐倉駅から先の成田線直通成田駅・成田空港駅発着列車と佐倉駅発着の列車がほとんどで、佐倉駅を越えて当線を走行する列車は、朝の成東発の快速上り1本と、夜間の成田空港・成東行きとその折り返し（佐倉駅 - 成東駅間は普通列車）のみである。
なお、千葉駅 - 佐倉駅間および松岸駅 - 銚子駅間は、成田線内、佐原駅・香取駅経由鹿島線鹿島神宮駅発着あるいは佐倉駅 - 松岸駅間で成田線を経由する列車も乗り入れている。
日中の1時間毎の運行本数をまとめると、以下のとおりになる（2025年3月15日改正時点。特急含む）。以前は快速が1 - 2本運行されていたが、快速列車が1本となる時間帯には、代わりに千葉駅 - 成田線成田駅間の各駅停車が1本運転されていた。2023年3月のダイヤ改正からは、快速列車が1本となり、その代わりとして千葉駅 - 成田線成田駅・成田空港駅間の各駅停車が1本運行されるようになった。
| 種別＼駅名 | 種別＼駅名 | …            | 千葉         | 千葉         | …            | 佐倉         | 佐倉                   | …                      | 成東                   | 成東                   | …                      | 松岸                   | 松岸                   | 銚子                   | 備考                                |
| ---------- | ---------- | ------------ | ------------ | ------------ | ------------ | ------------ | ---------------------- | ---------------------- | ---------------------- | ---------------------- | ---------------------- | ---------------------- | ---------------------- | ---------------------- | ----------------------------------- |
| 運行本数   | 特急       | 2本          | 2本          | 2本          | 2本          | 2本          | →成田線 成田空港       | →成田線 成田空港       | →成田線 成田空港       | →成田線 成田空港       | →成田線 成田空港       | →成田線 成田空港       | →成田線 成田空港       | →成田線 成田空港       | 成田エクスプレス 当区間無停車便含む |
| 運行本数   | 特急       | 0-1本        | 0-1本        | 0-1本        | 0-1本        | 0-1本        | 0-1本                  | 0-1本                  | 0-1本                  | 0-1本                  | 0-1本                  | 0-1本                  | 0-1本                  | 0-1本                  | しおさい                            |
| 運行本数   | 快速       | 1本          | 1本          | 1本          | 1本          | 1本          | →成田線 成田空港       | →成田線 成田空港       | →成田線 成田空港       | →成田線 成田空港       | →成田線 成田空港       | →成田線 成田空港       | →成田線 成田空港       | →成田線 成田空港       |                                     |
| 運行本数   | 各駅停車   |              |              | 1-2本        | 1-2本        | 1-2本        | 1-2本                  | 1-2本                  | 1-2本                  | 1-2本                  | 1-2本                  | 1-2本                  | 1-2本                  | 1-2本                  | 大半は1本                           |
| 運行本数   | 各駅停車   |              |              | 0-1本        | 0-1本        | 0-1本        | 0-1本                  | 0-1本                  | 0-1本                  |                        |                        |                        |                        |                        | 銚子行が2本の場合はなし             |
| 運行本数   | 各駅停車   |              |              | 1本          | 1本          | 1本          | →成田線 成田・成田空港 | →成田線 成田・成田空港 | →成田線 成田・成田空港 | →成田線 成田・成田空港 | →成田線 成田・成田空港 | →成田線 成田・成田空港 | →成田線 成田・成田空港 | →成田線 成田・成田空港 | 成田行と成田空港行が交互に運行      |
| 運行本数   | 各駅停車   | 成田 成田線← | 成田 成田線← | 成田 成田線← | 成田 成田線← | 成田 成田線← | 成田 成田線←           | 成田 成田線←           | 成田 成田線←           | 成田 成田線←           | 成田 成田線←           | 成田 成田線←           | 1本                    | 1本                    |                                     |

千葉駅 - 銚子駅間の普通列車は、成田線経由の列車も含めてすべて最大8両編成で運転されている。しかし、内房線・外房線とは違って、両数はまちまちである。
夜間留置の都合上、旭駅 - 銚子駅間の列車や横芝駅発着の列車も設定されている。横芝駅発着に関しては2010年3月12日までは始発のみの扱いで、到着は回送列車であった。2023年のダイヤ改正では八街駅発着が新設された。

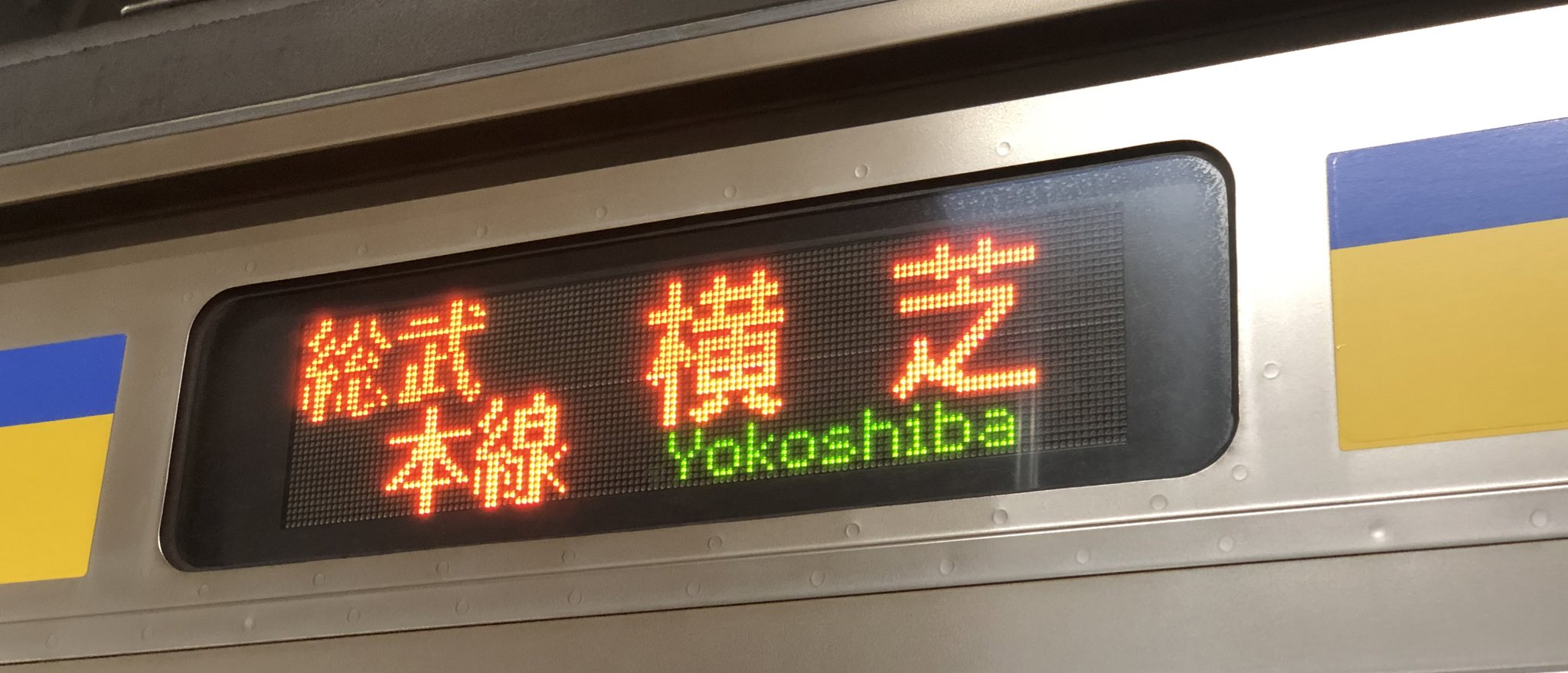
1本のみ設定されている横芝行き（側面LED表示）

### 貨物輸送

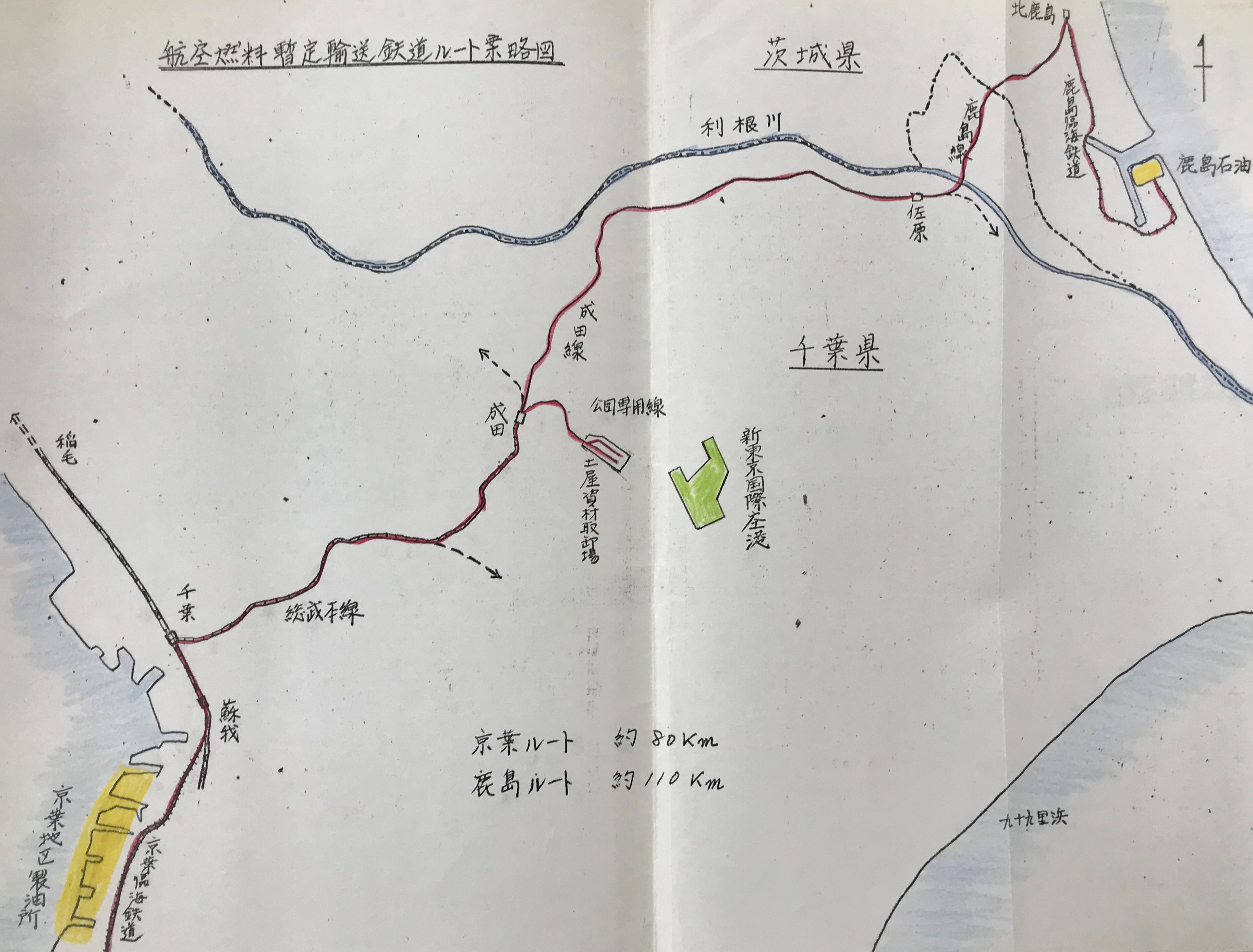
航空燃料暫定輸送鉄道ルート案。実際の京葉ルートでは、一旦千葉駅を通過して幕張駅で折り返していた。

貨物列車は金町駅 - 新小岩信号場駅 - 佐倉駅間で運行される。しかし、総武本線の駅を発着する定期貨物列車は設定されていない。2014年3月改正時点では、東海道貨物線東京貨物ターミナル駅および武蔵野線越谷貨物ターミナル駅から鹿島臨海鉄道鹿島臨港線神栖駅へ向かう高速貨物列車1往復ずつ、常磐線隅田川駅から京葉臨海鉄道千葉貨物駅へ向かう高速貨物列車1往復、東海道貨物線川崎貨物駅から千葉貨物駅へ向かう専用貨物列車1往復が、総武本線を経由する。専用貨物列車はコンテナ車のほか、ホッパ車やタンク車が併結されることもある。
かつて、成田空港への本格パイプラインが稼働するまでの間、航空燃料を千葉港から空港まで輸送する列車が総武線を経由していた（暫定輸送）。
新小岩信号場駅 - 越中島貨物駅間は定期貨物列車は運行されていないが、レール輸送用の臨時専用貨物列車が日曜日を除き3往復運行される。

### 過去の列車
この節では、過去に総武本線全線及び成田線・鹿島線・外房線・内房線へ直通した列車を記述する。

#### 特急・急行・準急
特急列車は2004年10月まで「すいごう」が、2015年3月までは「あやめ」が運行されていた。また、1991年より「成田エクスプレス」が運行開始されるが、外房線直通の「わかしお」や内房線直通の「さざなみ」も当線（総武快速線）経由で運転されていたが、以後は京葉線 海浜幕張・蘇我駅経由となった。
急行・準急列車は、北総3線（総武・成田・鹿島線）は「犬吠」・「水郷」・「鹿島」・「京葉」・「総武」などが、房総方面は「内房（うち房）」・「外房（そと房）」、房総半島1周列車として「なぎさ」（内房線回り）・「みさき」（外房線回り）などが運行された。

#### 快速
この節では、1972年（昭和47年）7月15日以前の御茶ノ水駅 - 千葉駅間と、千葉駅 - 銚子駅間にそれぞれ運行されていた列車について記述する。

##### 御茶ノ水駅 - 千葉駅間
1968年10月1日のダイヤ改正から御茶ノ水駅 - 千葉駅間で夜間下り2本のみ設定された気動車快速。新宿駅まで到着した上り急行「そと房」8号（安房鴨川発新宿行き）と、急行「犬吠」4号（銚子発新宿行き）・「水郷」5号（佐原発新宿行き）の千葉気動車区への回送列車を客扱いしたもので、当時としては画期的な発想だった。途中停車駅は、秋葉原駅・両国駅・船橋駅で、運行ダイヤは御茶ノ水駅20:09発→千葉駅21:00着（「そと房」8号→2251D）と、御茶ノ水駅20:36発→千葉駅21:30着（「犬吠」4号・「水郷」5号→2259D）であった。快速列車なので当然特別料金は不要、そのためか1971年10月12日付の交通新聞の「好評の回送利用快速気動車」「毎日満席のモテぶり」と題した乗車ルポには、「船橋、千葉へ帰る通勤客に根強い人気があり、御茶ノ水、秋葉原で国電を見送ってでもこの列車に乗ろうという固定客が多い」「乗車効率もよく座席は毎日全席が埋まる」「2251Dがグリーン車を1両含む7両、2259Dが普通車10両、両方合わせて毎日1,500人が利用している」なとど記事に記載され、また、車両の間合いによっては、キハ28形などの冷房車が充当され、急行列車なので座席もボックス形でゆっくりと座って帰れるので、混雑する上に立ったままの乗車を強いられる国電と比べるとまさに天国と利用客からは大変好評であった。この列車は当時1年間限定の運転予定が、1972年7月15日の複々線化の前日まで運転された。また、この列車はホームライナーの元祖といえるもので、このアイデアは1984年の東北本線の「ホームライナー大宮」で復活している。

##### 千葉駅 - 銚子駅間
1975年3月10日のダイヤ改正で千葉駅 - 銚子駅間に1日1往復設定された快速で、東京駅 - 千葉駅間の快速が「総武快速」と呼ばれたのと区別するため、この快速は「千葉快速」と呼ばれた。朝に上り、夜に下りが運転され、当初の停車駅は千葉駅・四街道駅・佐倉駅・八街駅・成東駅・松尾駅・横芝駅・八日市場駅・旭駅・飯岡駅・松岸駅・銚子駅だったが、1978年10月2日のダイヤ改正で都賀駅・干潟駅が停車駅に追加され、1981年10月1日のダイヤ改正で普通に格下げされる形で廃止された。

#### 荷物列車
道路事情が悪い千葉駅以東・以南の沿線への夕刊新聞輸送のための荷物列車。列車は、非電化時代は蒸気機関車牽引の荷物客車や貨車であったが、気動車化後はキユニ11・キユニ19が使用され、房総西線（現・内房線）が部分電化および外房線が全線電化された後はクモハユ74形・クモユニ74形100番台を使用、その後に長岡運転所（現・長岡車両センター）から転属したクモユニ143を使用、気動車は千葉気動車区から、電車は幕張電車区（現・幕張車両センター）からそれぞれ津田沼駅方面に単独で出区、両国駅まで回送後新聞を積み込み、折り返して両国駅 - 千葉駅間は荷物列車扱いで千葉駅まで運行、到着後各方面行きの列車に併結されて分かれていく、特異な列車であった。
運用は、気動車は千葉気動車区からの出区時は2両編成で運行、房総各線が全線電化後は、幕張電車区からの出区時は4両編成で、千葉駅で1両ずつ各方面への千葉ローカル運用の気動車または113系の後部に併結して運転され、各駅に新聞を配布していき、それぞれの線区の終点駅（北総方面は銚子駅、房総半島方面は安房鴨川駅）と、終点駅から折り返し荷物車両を先頭にして千葉駅まで運行され、千葉駅到着後は回送列車となり、併結した気動車および電車とともに帰区する運用であった。国鉄の郵便・荷物輸送が基本的に廃止された1986年11月1日以降は、外房線・内房線の新聞荷物輸送が道路事情の関係により存続されることとなり、前述のクモユニ143が幕張電車区に転属し充当、電車区からの出区時は2両編成で両国駅まで回送、その後は前述のように、両国駅で積み込み→千葉駅で1両ずつ外房線・内房線の113系6両編成の普通列車（両者とも安房鴨川行き）の後部に連結→終着駅到着後クモユニ143が先頭車になって折り返し（両者とも千葉行き）→千葉駅到着後回送列車として帰区する運用であった。
1996年12月1日のダイヤ改正で、合理化のため房総地区への専用車両による輸送は廃止となり、それ以降は113系4両編成×2本を併結し、上り方各1両を荷物扱いとすることで対処、なお、この列車は2010年3月12日まで運行された。また、列車の運行開始以降から113系の荷物扱い列車に至るまで、夕刊の休刊日は運休となっていた。

## 使用車両

### 現在の使用車両
すべて電車で運転されている。

#### 特急列車
- E257系500番台（幕張車両センター所属）
  - 平日朝の「しおさい4号」として東京駅 - 佐倉駅間で運用されている。
- E259系（鎌倉車両センター所属）
  - 「成田エクスプレス」「しおさい」として東京駅 - 佐倉駅 - 銚子駅間で運用されている。
- E353系（松本車両センター所属）
  - 千葉駅発着の「あずさ」「富士回遊」として御茶ノ水駅 - 錦糸町駅 - 千葉駅間で運用されている。

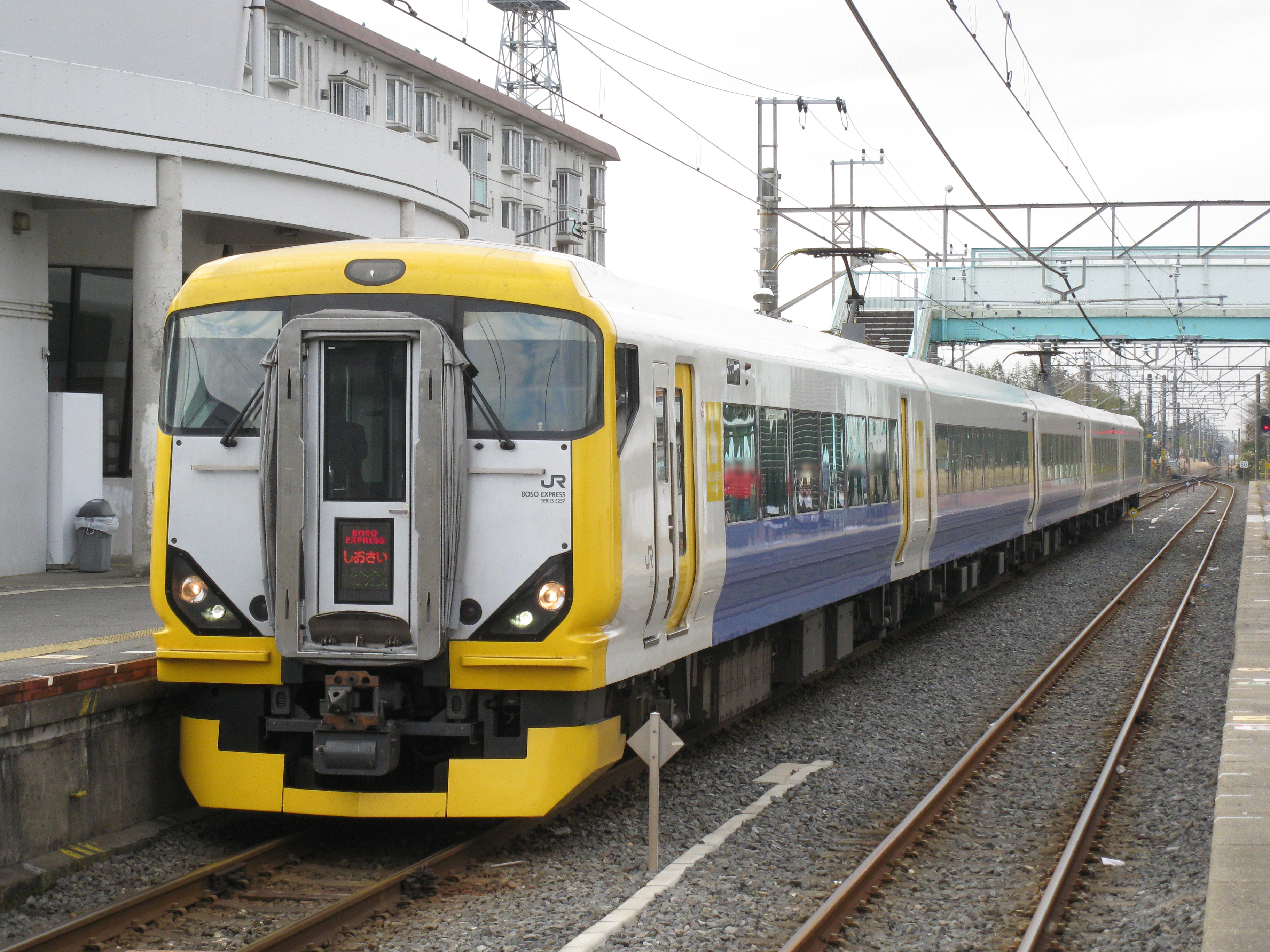
E257系500番台「しおさい」
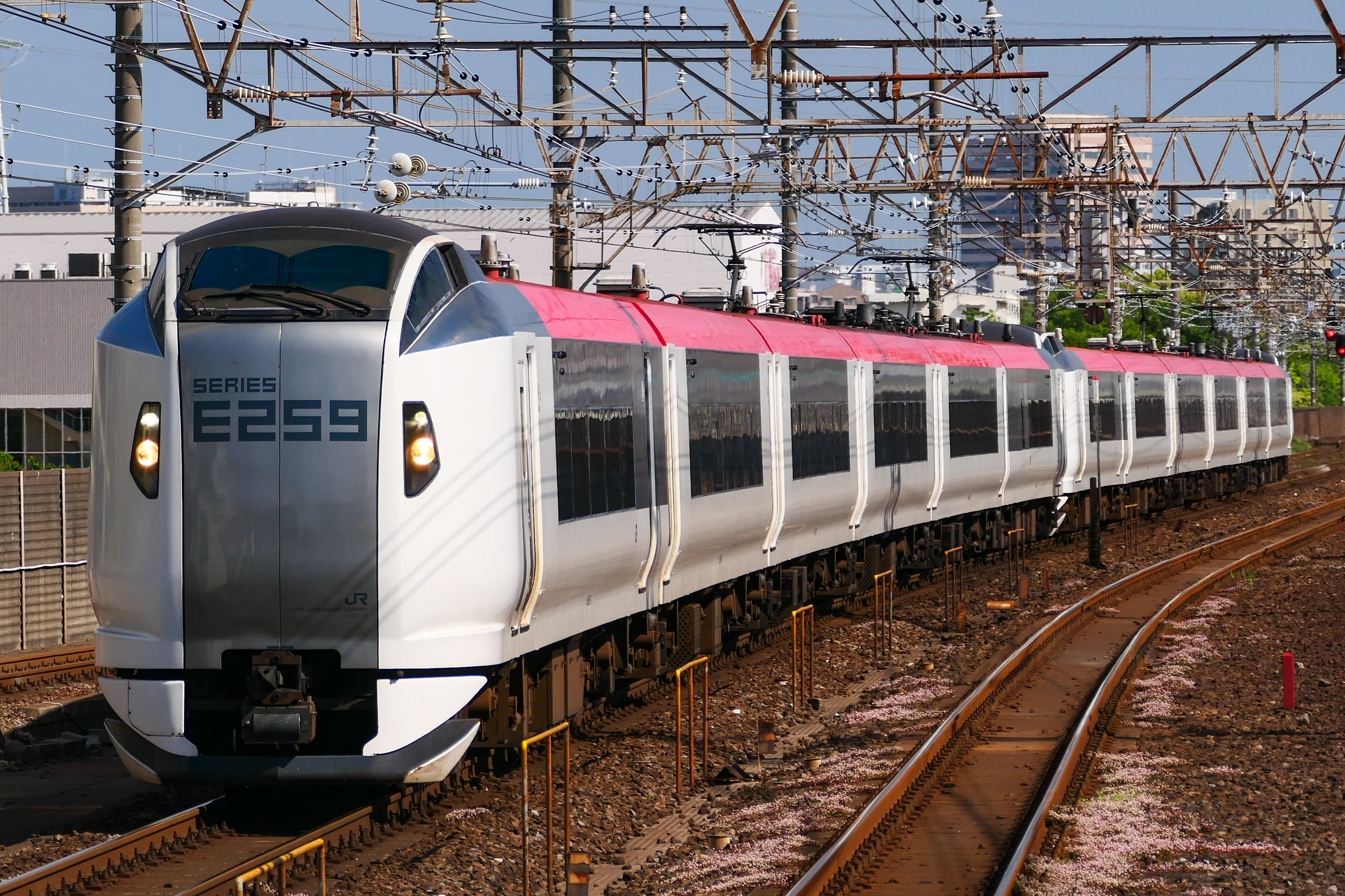
E259系「成田エクスプレス」

#### 普通・快速列車
- 209系（幕張車両センター所属）
  - 千葉駅 - 銚子駅間の普通列車として、2000番台・2100番台が運用されている。
- E235系（鎌倉車両センター所属）
  - 東京駅 - 成東駅間で1000番台が運用[注 12]されているが、大半は津田沼駅および千葉駅までの運行で、一部が佐倉駅[注 13]および成東駅まで運行する。種別は一部を除き快速として運行、編成両数は15両での運行を基本とするが、一部は4両または11両編成で運行され、朝の成東駅始発は11両編成、夜の成東駅発着列車は佐倉駅 - 成東駅間は4両編成で種別は普通[注 14]で運行される。

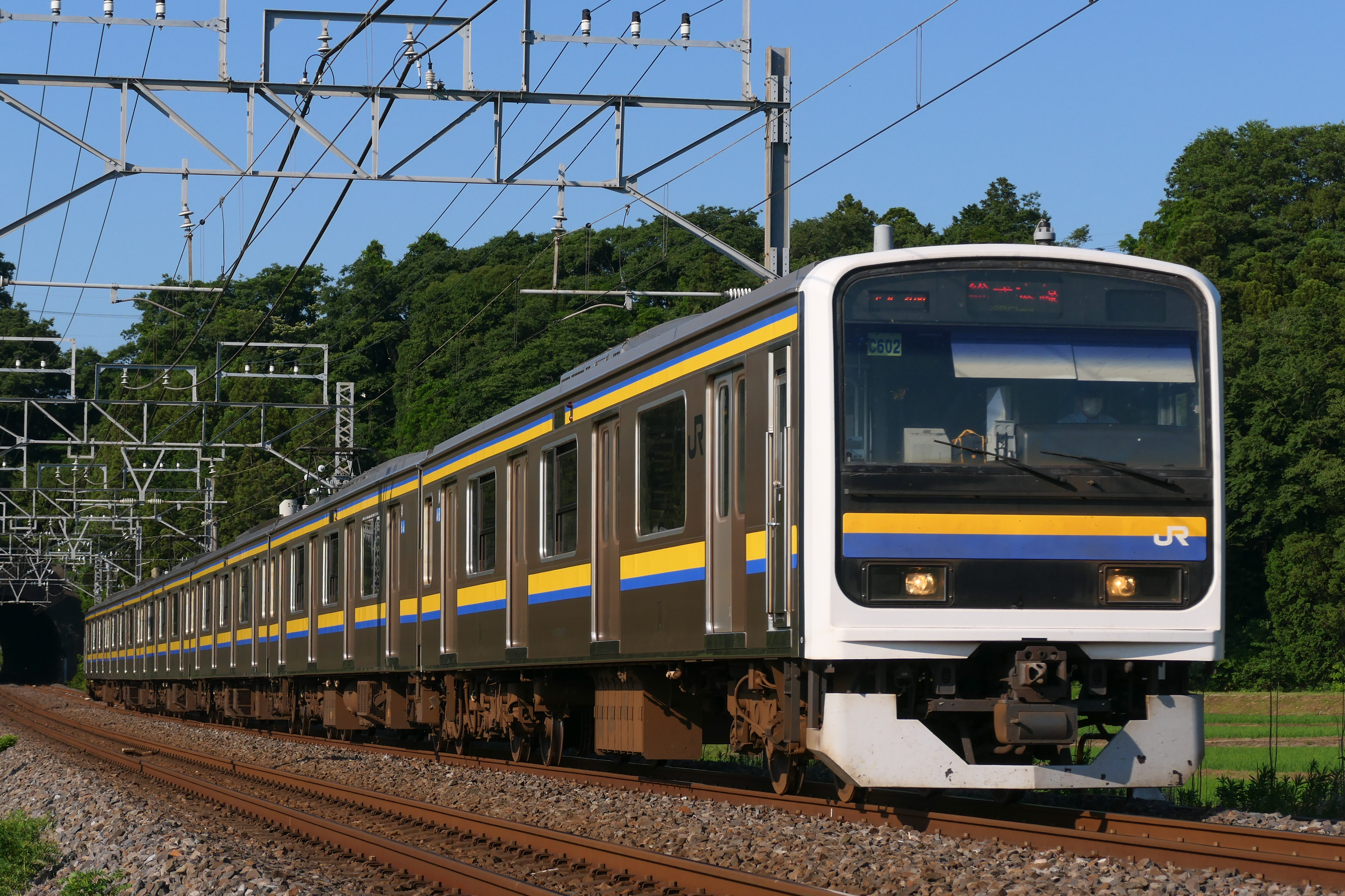
209系2100番台
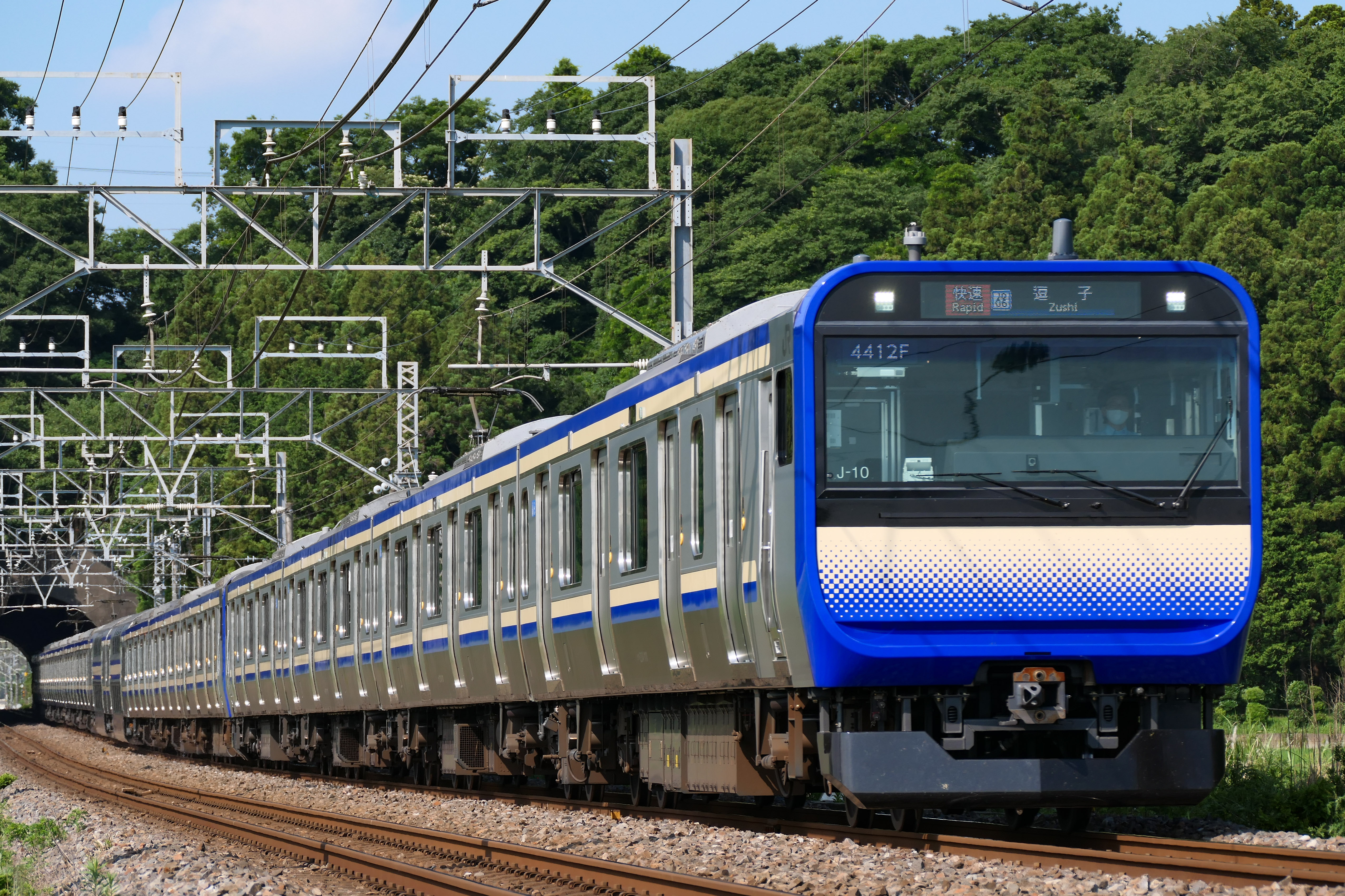
E235系1000番台

### 過去の使用車両
- 特急・急行・準急列車
  - 電車
    - 153系（1975年 - 1982年）
    - 165系（1969年 - 1982年）
    - 183系（1974年 - 2004年）
    - 253系（1991年 - 2010年）
    - 255系（2005年 - 2024年）：2024年以降も臨時列車で運行される場合あり

  - 気動車
    - キハ55系（1970年まで）
    - キハ58系（1975年まで）
- 普通列車（千葉駅 - 銚子駅間）
  - 電車
    - 72系
    - 113系（1974年 - 2011年）
    - 211系3000番台（2006年 - 2013年）
    - E217系（1994年 - 2025年）[43]

  - 気動車
    - キハ17系・キハ20系・キハ35系・キハ45系

  - 蒸気機関車・ディーゼル機関車牽引による旧型客車

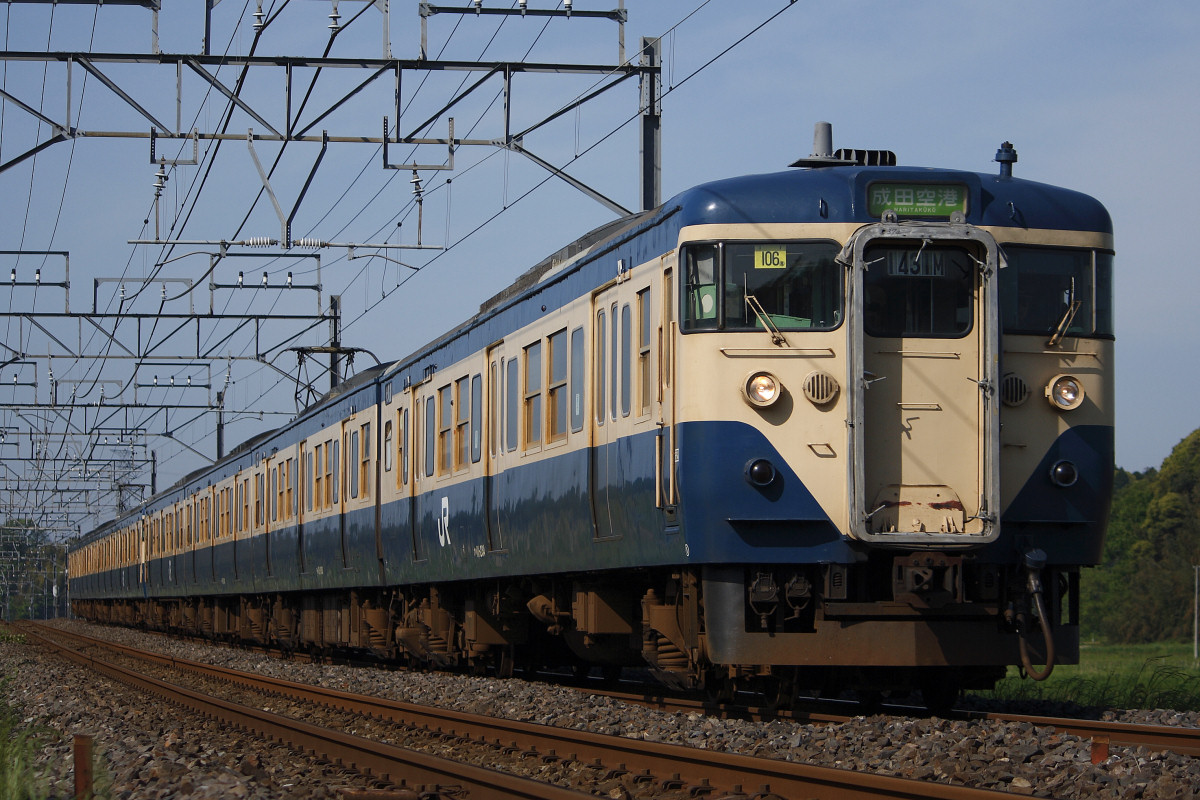
113系
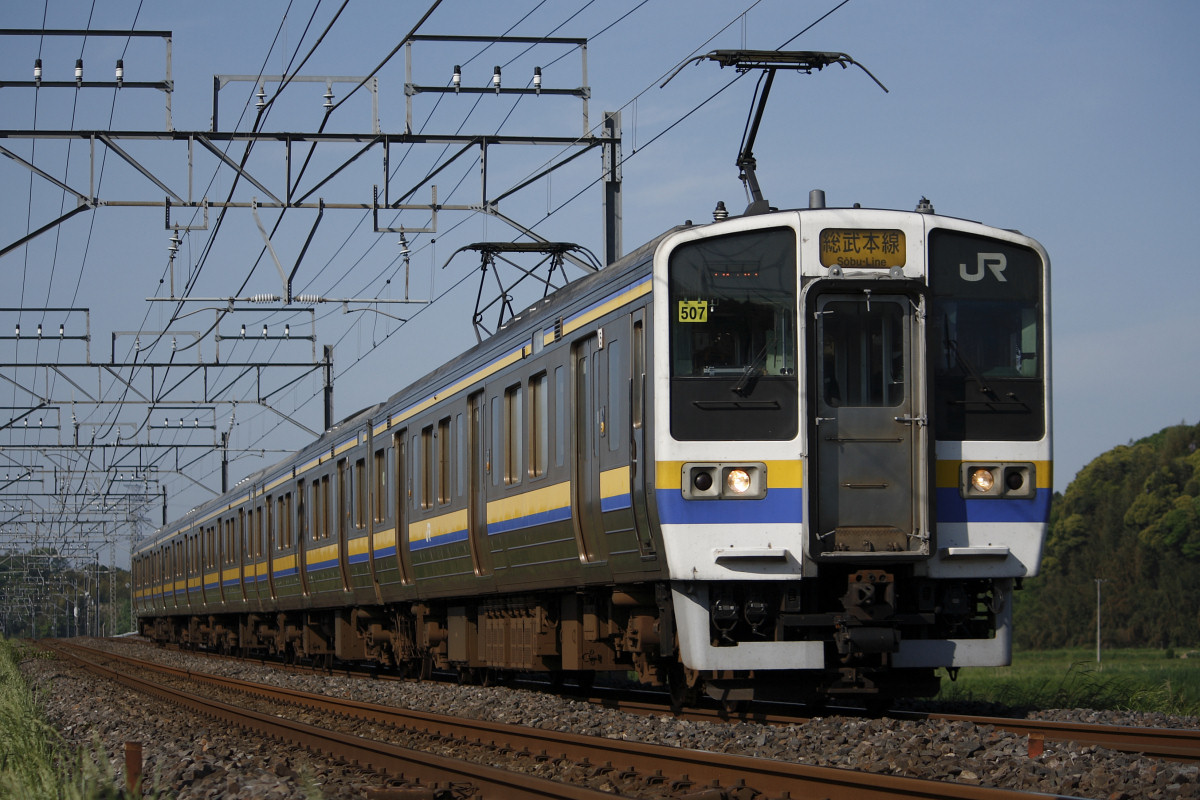
211系3000番台
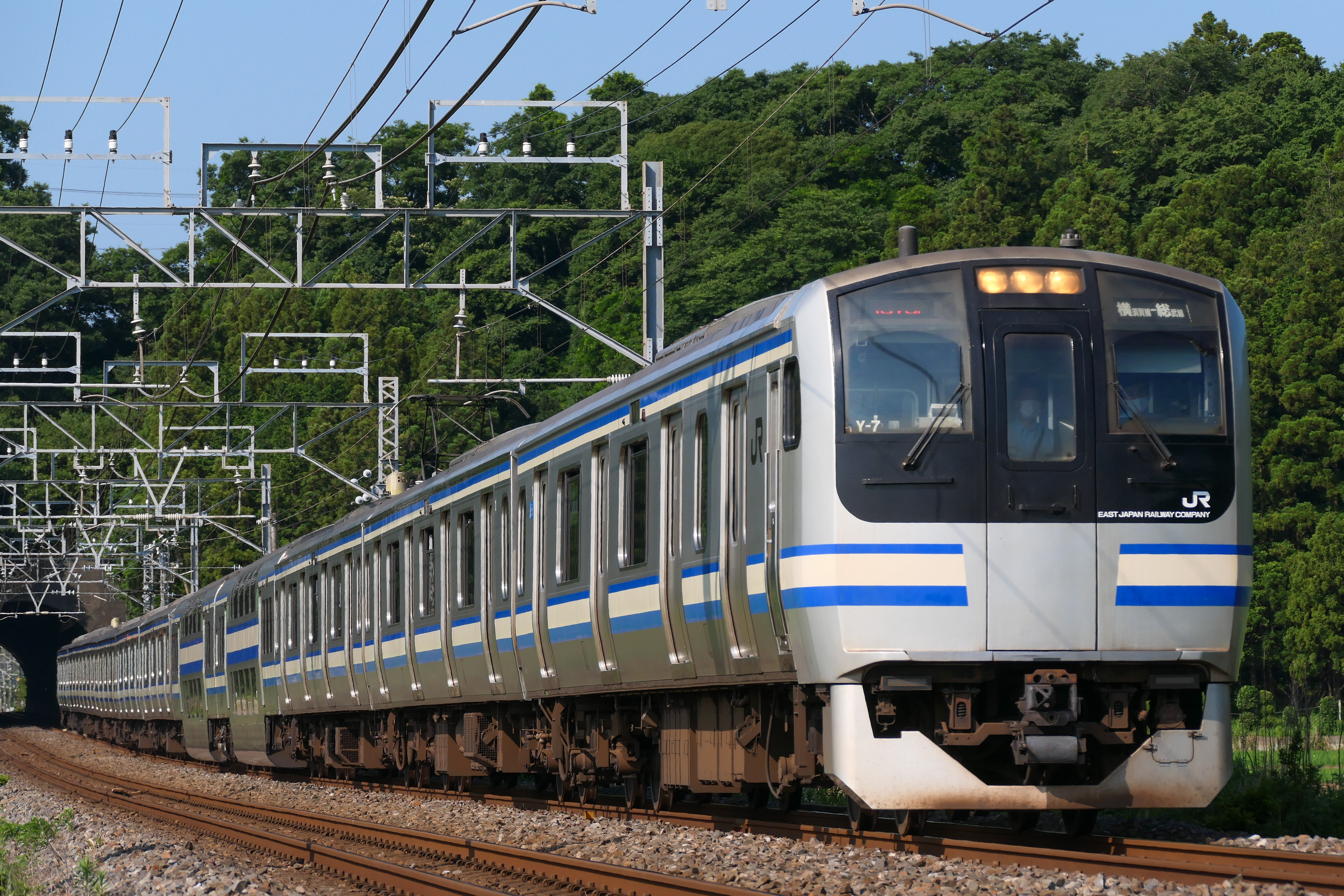
E217系
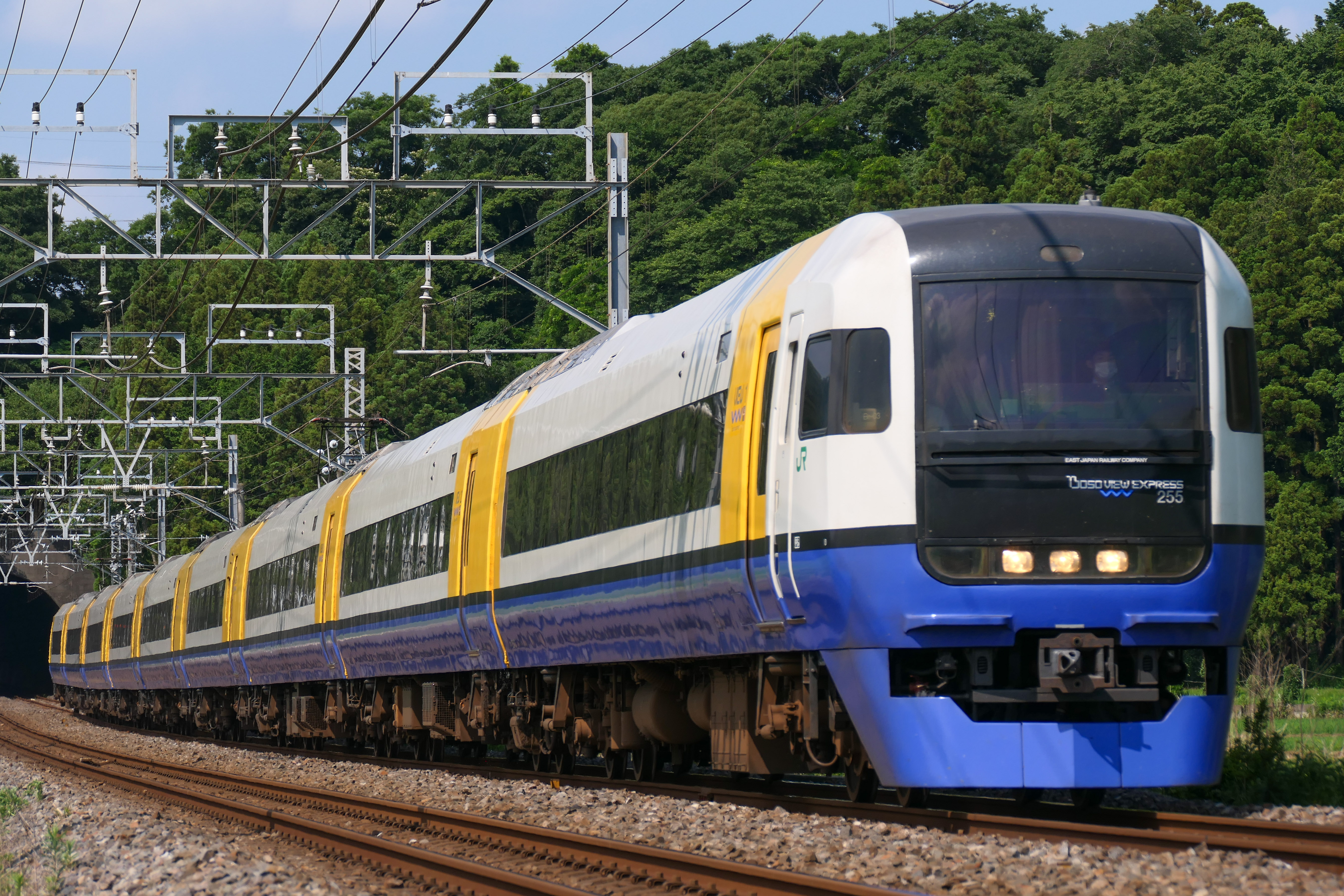
255系「しおさい」

- 荷物列車（両国駅 - 千葉駅間は回送扱い）[37]

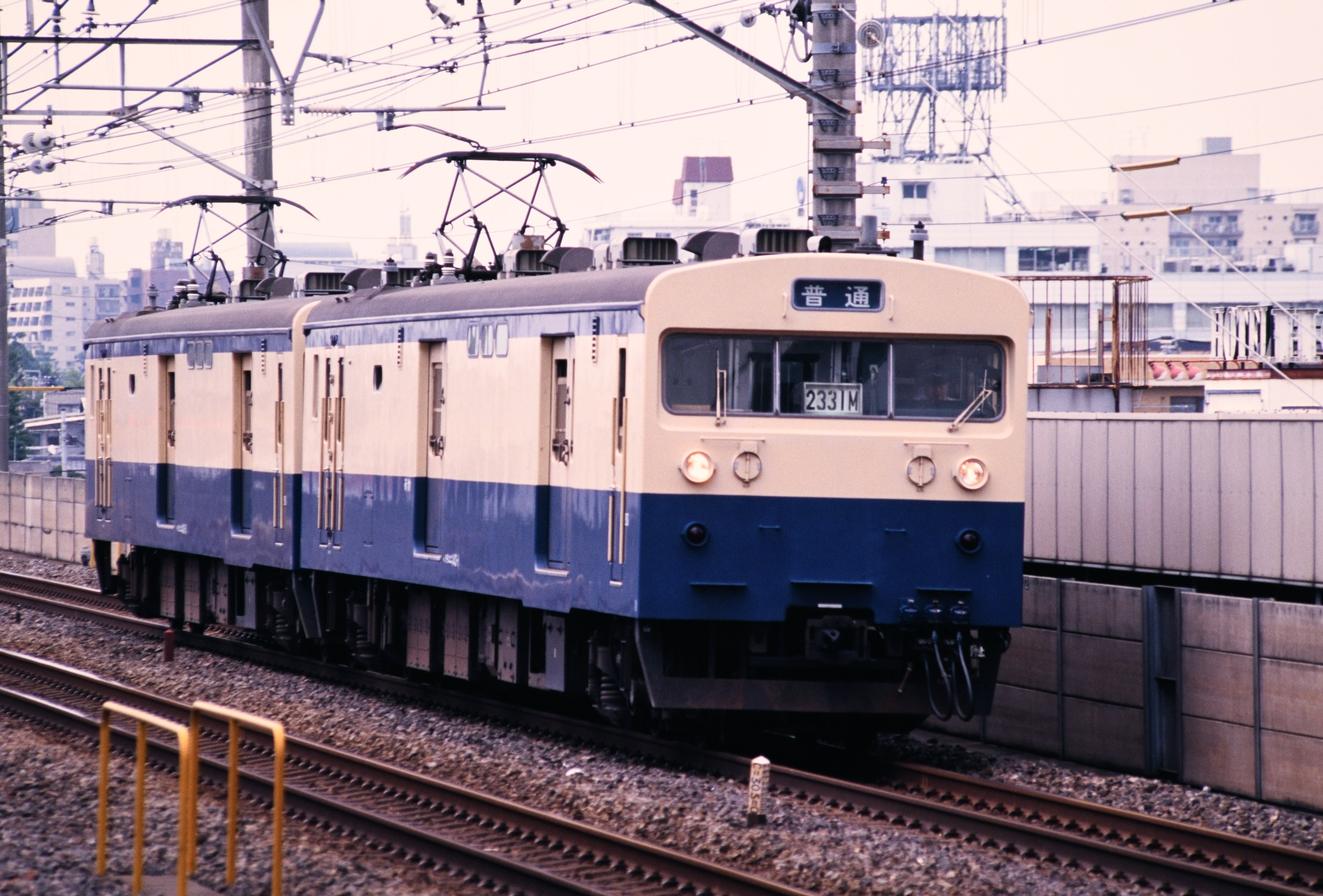
クモユニ143

  - 電車
    - モハユニ30
    - クハニ67
    - クモハユ74
    - クモユニ74
    - クモユニ143

  - 気動車
    - キユニ11
    - キユニ19

- クモユニ143

## 沿線概況
ここでは総武本線の線路および沿線の概況について記す。

### 東京駅・御茶ノ水駅 - 千葉駅間

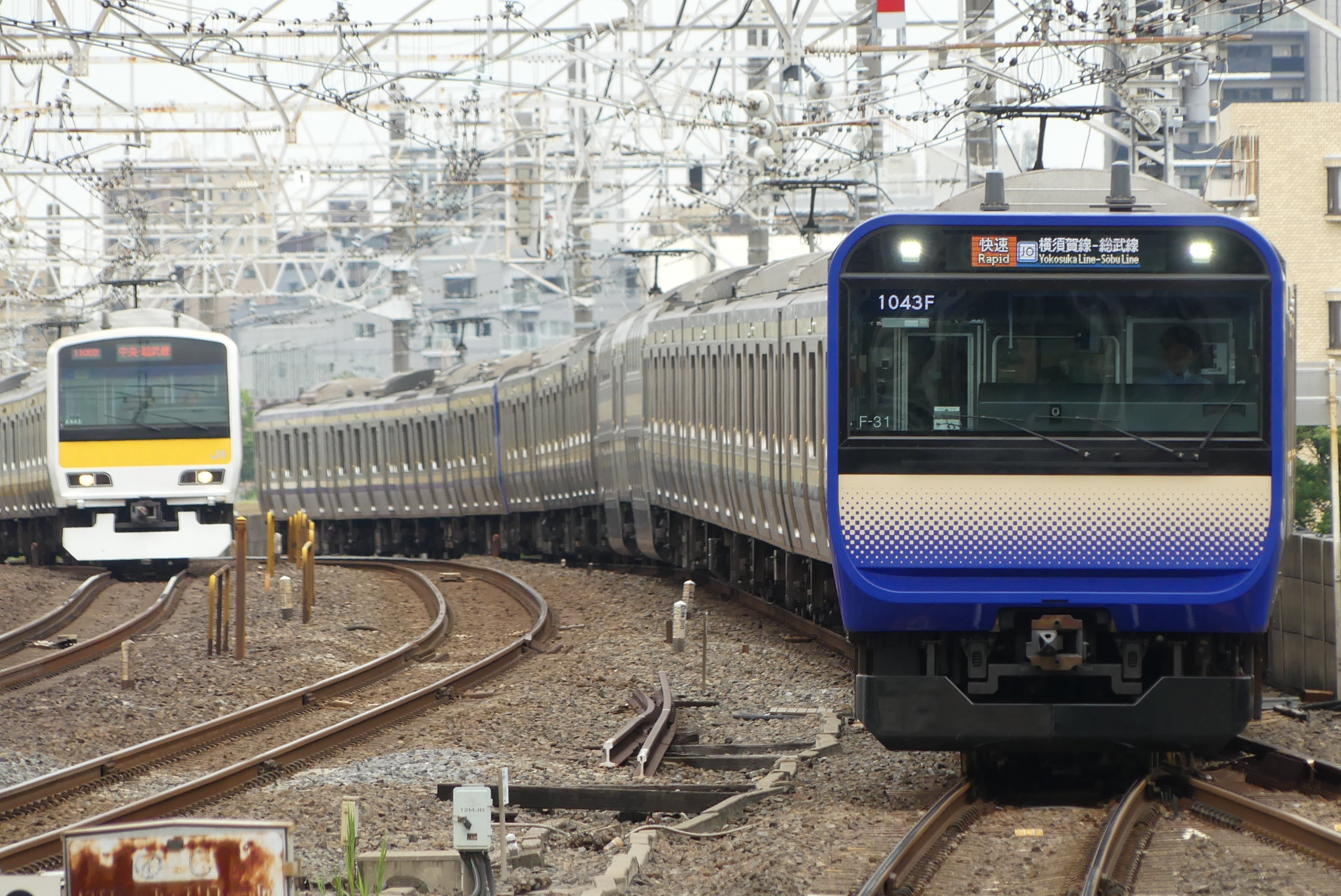
両国駅付近から千葉駅までは緩行線と快速線による線路別複々線となっている

快速線側の起点である東京駅では、地上駅より丸の内側にある1972年完成の総武地下ホームに発着し、同駅以南の横須賀線（東海道本線地下線）線路との直通が可能な構造になっている。同駅を出ると東京都心部の地下を北東へ進み、新日本橋駅から馬喰町駅付近まで国道6号の直下を通る。両駅間では東京メトロ日比谷線小伝馬町駅と交差しているが、総武快速線に駅は設けられていない。馬喰町駅を過ぎると東へ向かい、隅田川の下をくぐり、両国駅付近で地上に出る。
一方、緩行線は、直通運転を行う中央本線との接続駅・御茶ノ水駅から、高架上を東方向へ向かう。中央本線（中央線快速）の上下線に挟まれる形で同駅を出ると中央本線と分かれて神田川を渡り、東北本線（山手線・京浜東北線・上野東京ライン）との交差地点にある秋葉原駅へ。続いて首都高速1号上野線を跨ぎ、市街地を進むと国道6号との交点に浅草橋駅がある。そして隅田川を渡り首都高速6号向島線をくぐると、両国国技館および東京都江戸東京博物館の最寄駅・両国駅に至る。同駅には緩行線ホームのほかに、快速線に繋がっている列車ホームがあるが、現在は定期列車では使用されていない。
両国駅からは快速線と緩行線による複々線区間が始まり、千葉駅まで沿線は住宅密集地が延々と続く。また海側（南側）には国道14号（京葉道路一般道区間）が並行する。緩行線・快速線間の最初の接続駅となっている錦糸町駅は快速線・横須賀線列車の留置線を併設しており、また東京スカイツリーの南に位置している。錦糸町駅を出ると、海側（南側）から単線の総武本線支線（越中島貨物線）が近づき、緩行線の亀戸駅。同駅から発着する東武亀戸線が内陸側（北側）へ離れていき、同時に越中島貨物線が本線を跨いで北側に並行して5線となると、国道14号から離れ、カーブして北東方向へ進路を変える。旧中川を渡ると平井駅、次いで首都高速中央環状線をくぐり、荒川・中川を渡ると快速停車駅の新小岩駅に至る。
新小岩駅を過ぎると、左側の貨物線上に新小岩信号場駅の線路群が広がる。環七通りをくぐると同信号場より総武本線支線（新金貨物線）が内陸側へ分かれていき、また快速線へも貨物線が合流する。新中川を渡り、小岩駅を過ぎると右へカーブして今度は東南東にまっすぐ進む。内陸側に再び国道14号（千葉街道）、さらにそれを挟んで京成本線が並行し、江戸川を渡ると東京都から千葉県へと移り、同県最初の駅で快速停車駅でもある市川駅に至る。
市川駅を過ぎると、線路はしばらく直線が続き、快速線を走行する列車は120 km/h（特急は130 km/h）の最高速度で運転する。国道298号を跨ぐと、緩行線は、都営地下鉄新宿線と接続する本八幡駅、次いで下総中山駅と続き、海側から東京メトロ東西線が接近する近づくと、御茶ノ水駅から続いてきた高架区間が一旦終了し、武蔵野線・京葉線との交点に位置する西船橋駅に至る。メトロ東西線と直通運転を行う東葉高速線も接続する主要駅だが、総武快速線は停車しない。西船橋駅を過ぎると東西線からの短絡線が緩行線に合流し、進路を東に変える。国道14号と京成本線が海側へ移り、続いて内陸側から東武野田線が現れると快速停車駅の船橋駅。南口側にはペデストリアンデッキやロータリーを挟んで京成本線の京成船橋駅がある。同線が一旦総武本線に接近してから右にカーブして海側へ離れ、東船橋駅を過ぎると今度は南東へ向かう。国道296号（成田街道）を跨ぎ、海側から緩行線の車両基地・旧習志野電車区からの引込線が合流すると快速停車駅の津田沼駅に至る。同駅は緩行線・快速線とも車両基地が近接する運行拠点の一つとなっており、周辺には千葉工業大学や、京成松戸線の新津田沼駅が立地する。
津田沼駅を出ると、逆S字型にカーブを描く京成松戸線をくぐる。間もなく京成本線が総武本線をくぐって成田方面へ向かって離れていく。代わって海側には京成千葉線が千葉駅まで並行し、幕張駅までは総武本線のすぐ隣を通る。この区間には市街化調整区域があるため、海沿いに沿線では数少ない原野を見ることが出来る。しばらく進むと千葉市に入り、快速線の上下線間に車両基地・幕張車両センターが広がる。一方、その横の緩行線には幕張本郷駅があり、京成千葉線の京成幕張本郷駅が同一構内にある。JRと京成の駅が同一構内にある例は数少ない。幕張本郷駅の先で京葉道路（有料区間）をくぐり、さらに東京 - 千葉間および中央・総武緩行線唯一の踏切である花立踏切を通過すると幕張車両センター構内が終わり、緩行線から京成千葉線が離れる。京成幕張駅を見送ると幕張駅。幕張の中央部で発展している幕張新都心からは少し離れている。東方向に進路を変え新検見川駅を過ぎ、再びカーブして南南東方向へ進路を変えると東関東自動車道をくぐり、高架線となって快速停車駅の稲毛駅。さらに直進し、千葉大学の西側では快速線上に黒砂信号場が、緩行線上に西千葉駅が位置する。西千葉駅を過ぎると快速線の線路が総武本線東千葉駅（・成田線）方面と外房線（・内房線）方面の2本に分岐。そして、千葉県内各線のジャンクションである千葉駅に至る。緩行線はこの千葉駅で終点となっている。

### 千葉駅 - 銚子駅間

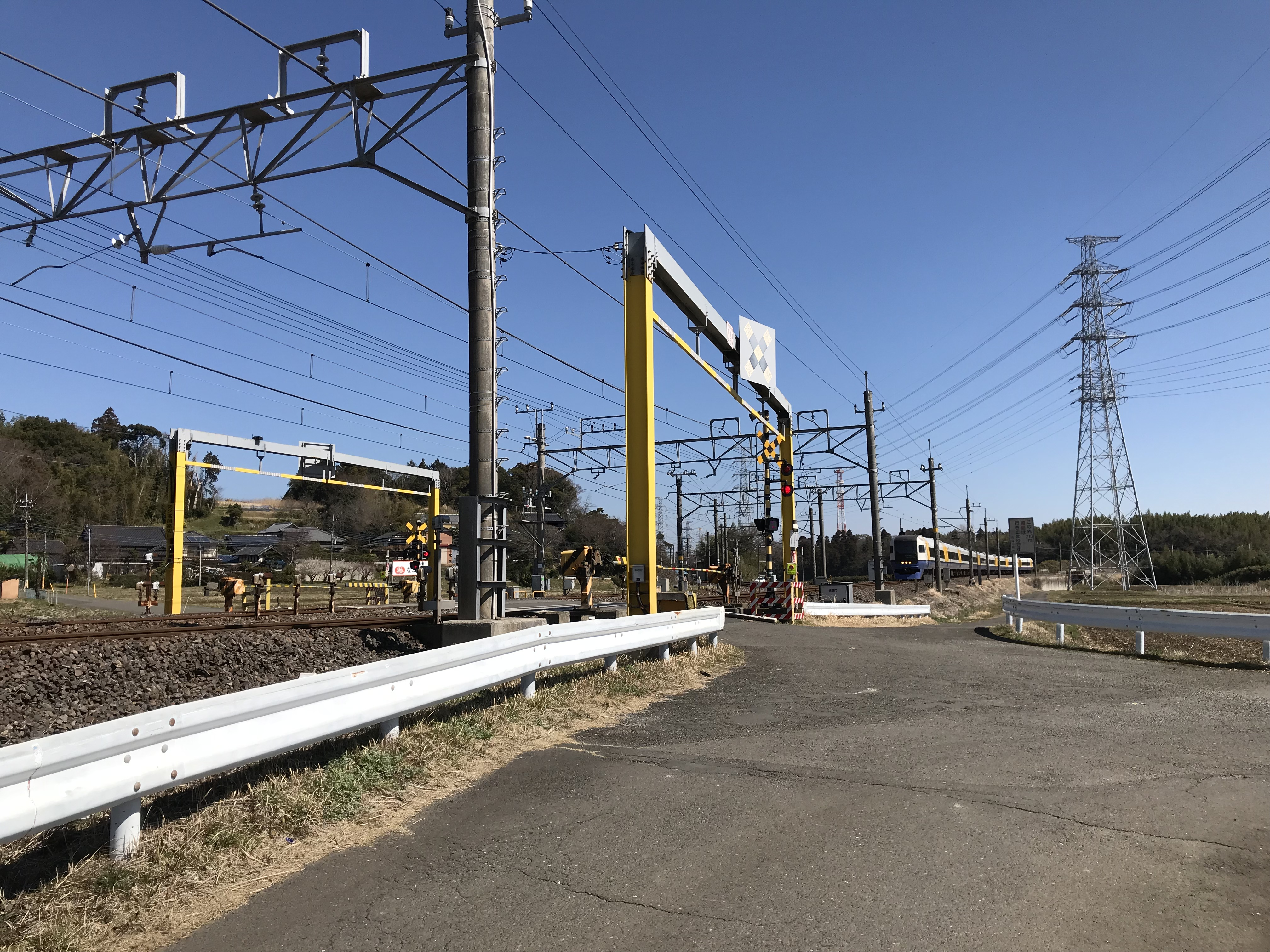
成田線と総武線の分岐点（佐倉市内）

千葉駅は総武本線と外房線との分岐地点上に位置するY字型の構造となっている。総武本線は同駅構内からほぼ90度左にカーブし、佐倉駅までは複線となって北東に進む。千葉駅を出てカーブを終えると右側に並行していた千葉都市モノレール2号線をくぐり、国道126号と交差する手前に東千葉駅がある。ここから都賀駅400 m先まではほぼ直線区間である。マンション群の中を直進で進んで国道16号と京葉道路を跨ぎ、北西側からモノレール2号線が再び寄り添うと都賀駅に至る。同駅を過ぎるとモノレール2号線が南東側に広がる住宅街方向に分かれ、そのまま直進後左へカーブして進み、陸上自衛隊下志津駐屯地の西側を過ぎて千葉市から四街道市に移り、緩やかに右にカーブしたところに四街道駅がある。同駅周辺には愛国学園大学をはじめとする学校が立ち並んでいる。ここまで沿線は住宅地が続いたが、四街道駅を過ぎると沿線は一変して田畑が広がるようになる。東関東自動車道をくぐると物井駅に出る。駅周辺は田畑だが駅西側には住宅街がある。田園地帯を進んでいくとトンネルを抜け、カーブして東方向に向きを変えると、成田線との分岐駅である佐倉駅に至る。
総武本線はこの先終点の銚子駅まで単線となる。佐倉駅を出ると複線の成田線から分岐する形で単線となり第二高岡踏切まで2 kmほど並行する。国道51号と交差後、第二高岡踏切を通過した瞬間に成田線は北側に離れていき、総武本線は単線で南東の雑木林の中を進む。ここから成東駅までは県道76号と並行する。単線区間最初の駅である南酒々井駅は丘陵地帯の谷間に位置し、市街地からは離れたところにある。同駅を出ると東関東自動車道をくぐり、平野部にある榎戸駅・八街駅へ。八街は下総台地上にあり地盤が固く標高も高いため地震や水害に強いといえる。山武市に入ると再び丘陵の間を進んで日向駅を過ぎ、圏央道をくぐり進路を東方向に変えて平野部に出て、県道76号と交差する和田踏切を通過すると、山武市の中心都市である東金線が分岐する成東駅に至る。
成東駅からは国道126号と並行し、南東の太平洋に面した九十九里浜から5 kmほど離れた下総台地のふもとの平野部を進んで銚子を目指す。成東駅を出て東金線が南方向へ分かれていくと、左にカーブして北東方向へ。沿線は田園地帯が続き、旭駅手前では線路の方向が東向きに変わる。旭駅を出ると国道126号が南側へ分かれ、銚子駅の手前にある松岸駅までは丘陵地帯の合間をカーブしながら進む。この区間の飯岡駅 - 倉橋駅間にはトンネルが1か所存在する。松岸駅で成田線と合流すると国道356号と利根川に沿い、水産業と並ぶ銚子市の主たる産業である醤油工場が車窓から見え、市街地に入ると総武本線の終点・銚子駅に至る。同駅では銚子電鉄線が接続している。

## データ

### 路線データ
- 管轄・路線距離（営業キロ）：全長145.4 km（支線含む）
  - 東日本旅客鉄道（第一種鉄道事業者）
    - 東京駅 - 銚子駅間 120.5 km[1]
    - 錦糸町駅 - 御茶ノ水駅間 4.3 km[1]
    - 小岩駅 - 金町駅間 8.9 km（通称：新金線。小岩駅 - 新小岩信号場駅間2.3 kmは本線と重複）
    - 小岩駅 - 越中島貨物駅間 11.7 km（通称：越中島支線。小岩駅 - 新小岩信号場駅間2.3 kmは本線と重複。新小岩信号場駅 - 亀戸間は本線と並行）

  - 日本貨物鉄道（第二種鉄道事業者）
    - 新小岩信号場駅 - 佐倉駅間 44.8 km
    - 新小岩信号場駅 - 金町駅間 6.6 km
    - 新小岩信号場駅 - 越中島貨物駅間 9.4 km
- 軌間：1067 mm
- 駅数：49（起終点駅・金町駅を含む）
  - 旅客駅：46（金町駅・越中島貨物駅を除く）
    - 総武本線所属の旅客駅に限定すると、東海道本線所属の東京駅、東北本線所属の秋葉原駅・中央本線所属の御茶ノ水駅・常磐線所属の金町駅[46]が除外された43駅となる。なお、名目上旅客併設駅だが実態は貨物専用となっている越中島貨物駅も旅客駅として計上すると44駅となる。

  - 貨物駅：2（越中島貨物駅含む、旅客併設駅を除く）
- 複線区間：
  - 複々線：
    - 錦糸町駅 - 千葉駅間 34.4 km（新小岩信号場駅 - 亀戸駅間は越中島支線が並行し、実質的に複々線と単線の5線区間）

  - 複線：
    - 東京駅 - 錦糸町駅間 4.8 km
    - 錦糸町駅 - 御茶ノ水駅間 4.3 km
    - 千葉駅 - 佐倉駅間 16.1 km

  - 単線：
    - 佐倉駅 - 銚子駅間 65.2 km
    - 新小岩信号場駅 - 金町駅間 6.6 km
    - 新小岩信号場駅 - 越中島貨物駅間 9.4 km
- 電化区間
  - 新小岩信号場駅 - 越中島貨物駅間を除き直流電化 (1,500 V)
- 保安装置：
  - 東京駅 - 銚子駅間 ATS-P
  - 御茶ノ水駅 - 千葉駅間（緩行線） ATS-P
  - 新小岩信号場駅 - 金町駅間（新金線） ATS-SN
  - 新小岩信号場駅 - 越中島貨物駅間（越中島支線） ATS-SN
- 最高速度：
  - 東京駅 - 錦糸町駅間 100 km/h（ATC時代は90 km/h）
  - 錦糸町駅 - 千葉駅間 優等列車130 km/h・普通列車120 km/h
  - 千葉駅 - 佐倉駅間 120 km/h
  - 佐倉駅 - 銚子駅間 95 km/h
  - 御茶ノ水駅 - 千葉駅間（緩行線） 95 km/h
  - 新小岩信号場駅 - 金町駅間（新金線） 95 km/h
  - 新小岩信号場駅 - 越中島貨物駅間（越中島支線） 95 km/h
- 運転指令所：
  - 東京駅 - 千葉駅間 東京総合指令室
  - 千葉駅 - 銚子駅間 千葉総合指令室（千葉駅 - 佐倉駅間：成田指令・CTC、佐倉駅 - 銚子駅間：総武指令・CTC）
  - 御茶ノ水駅 - 千葉駅間（緩行線） 東京総合指令室
  - 新小岩信号場駅 - 金町駅間（新金線） 東京総合指令室
  - 新小岩信号場駅 - 越中島貨物駅間（越中島支線） 東京総合指令室
- 列車運行管理システム
  - 東京駅 - 千葉駅間・御茶ノ水駅 - 錦糸町駅間 東京圏輸送管理システム (ATOS)
- 運転取扱駅（駅が信号を制御、運行を管理）
  - 佐倉駅・銚子駅
  - 新小岩信号場駅・金町駅・越中島貨物駅（新金線・越中島支線）
- 準運転取扱駅（異常時、入換時は駅が信号を制御）
  - 東京駅・錦糸町駅（両国駅快速線含む）・西船橋駅・津田沼駅・幕張駅・成東駅

東京駅 - 馬喰町駅間・秋葉原駅 - 御茶ノ水駅間・新金線金町駅構内はJR東日本首都圏本部、それ以外は同社千葉支社の管轄となっており、馬喰町駅 - 錦糸町駅間・浅草橋駅 - 秋葉原駅間・新小岩信号場駅 - 金町駅間に支社境がある。なお、越中島支線越中島貨物駅は千葉支社所属駅となっているが、構内には首都圏本部が管轄する東京レールセンターが併設されている。

## 駅一覧

### 東京駅・御茶ノ水駅 - 千葉駅間
本節では駅名と主要駅のキロ程のみ列挙する。
（） 内は起点からの営業キロ
本線
東京駅（0.0） - 新日本橋駅 - 馬喰町駅 - 錦糸町駅（4.8） - 亀戸駅 - 平井駅 - 新小岩駅 - 小岩駅（12.8） - 市川駅 - 本八幡駅 - 下総中山駅 - 西船橋駅（20.6） - 船橋駅 - 東船橋駅 - 津田沼駅（26.7） - 幕張本郷駅 - 幕張駅 - 新検見川駅 - 稲毛駅 - （黒砂信号場） - 西千葉駅 - 千葉駅（39.2）
支線（錦糸町駅 - 御茶ノ水駅間）
錦糸町駅（0.0） - 両国駅 - 浅草橋駅 - 秋葉原駅（3.4） - 御茶ノ水駅（4.3）

### 千葉駅 - 銚子駅間
- 駅ナンバリング（駅番号）は横須賀・総武快速線からの連番で割り振られている。
- 停車駅
  - 普通：全駅に停車
  - 快速：●・▲印の駅は停車、｜・↑印の駅は通過（▲・↑は上り千葉方面のみ）
  - 特急：「しおさい (列車)」参照

東千葉駅は、横須賀・総武快速線 - 成田線成田空港方面間の直通列車は全列車が通過する。
- 線路 … ||：複線区間、◇・◆・｜：単線区間（◇は列車交換可能、◆は列車交換可能「安全側線有・同時進入可」）、∨：これより下は単線、∧：終点（交換可能）
- この区間は全駅千葉県内に所在。

| 駅番号 | 駅名       | 駅間 営業キロ | 東京 からの 営業キロ | 快速 | 接続路線 | 線路 | 所在地          | 所在地          |
| ------ | ---------- | ------------- | -------------------- | ---- | --- | ---- | --------------- | --------------- |
| JO 28  | 千葉駅     | -             | 39.2                 | ●    | 東日本旅客鉄道： 総武線（快速）（横須賀線久里浜駅まで直通運転）・ 総武線（各駅停車）（JB 39）・■外房線・■内房線 千葉都市モノレール： 1号線・ 2号線（CM 03） 京成電鉄： 千葉線 ⇒京成千葉駅（KS 59） | \|\| | 千葉市          | 中央区          |
| JO 29  | 東千葉駅   | 0.9           | 40.1                 | ｜   | | \|\| | 千葉市          | 中央区          |
| JO 30  | 都賀駅     | 3.3           | 43.4                 | ●    | 千葉都市モノレール： 2号線 (CM11) | \|\| | 千葉市          | 若葉区          |
| JO 31  | 四街道駅   | 3.5           | 46.9                 | ●    | | \|\| | 四街道市        | 四街道市        |
| JO 32  | 物井駅     | 4.2           | 51.1                 | ●    | | \|\| | 四街道市        | 四街道市        |
| JO 33  | 佐倉駅     | 4.2           | 55.3                 | ●    | 東日本旅客鉄道：■ 成田線 | ∨    | 佐倉市          | 佐倉市          |
|        | 南酒々井駅 | 4.0           | 59.3                 | ↑    | | ◆    | 印旛郡 酒々井町 | 印旛郡 酒々井町 |
|        | 榎戸駅     | 2.9           | 62.2                 | ↑    | | ◆    | 八街市          | 八街市          |
|        | 八街駅     | 3.7           | 65.9                 | ▲    | | ◇    | 八街市          | 八街市          |
|        | 日向駅     | 5.8           | 71.7                 | ↑    | | ◇    | 山武市          | 山武市          |
|        | 成東駅     | 5.2           | 76.9                 | ▲    | 東日本旅客鉄道：■東金線 | ◇    | 山武市          | 山武市          |
|        | 松尾駅     | 5.6           | 82.5                 |      | | ◇    | 山武市          | 山武市          |
|        | 横芝駅     | 4.3           | 86.8                 |      | | ◆    | 山武郡 横芝光町 | 山武郡 横芝光町 |
|        | 飯倉駅     | 3.8           | 90.6                 |      | | ｜   | 匝瑳市          | 匝瑳市          |
|        | 八日市場駅 | 3.1           | 93.7                 |      | | ◇    | 匝瑳市          | 匝瑳市          |
|        | 干潟駅     | 5.1           | 98.8                 |      | | ◇    | 旭市            | 旭市            |
|        | 旭駅       | 4.8           | 103.6                |      | | ◇    | 旭市            | 旭市            |
|        | 飯岡駅     | 2.7           | 106.3                |      | | ◇    | 旭市            | 旭市            |
|        | 倉橋駅     | 2.9           | 109.2                |      | | ｜   | 旭市            | 旭市            |
|        | 猿田駅     | 2.6           | 111.8                |      | | ◇    | 銚子市          | 銚子市          |
|        | 松岸駅     | 5.5           | 117.3                |      | 東日本旅客鉄道：■成田線 | ◆    | 銚子市          | 銚子市          |
|        | 銚子駅     | 3.2           | 120.5                |      | 銚子電気鉄道： 銚子電気鉄道線（CD 01） | ∧    | 銚子市          | 銚子市          |

2022年度時点で、JR東日本自社による乗車人員集計の除外対象となる駅（完全な無人駅）は、南酒々井駅・飯倉駅・倉橋駅・猿田駅である。
1. ↑  内房線の正式な起点は外房線蘇我駅であるが、列車は京葉線直通列車を除いて千葉駅に乗り入れる
2. 1 2  成田線の列車は佐倉駅から千葉駅方面へ、松岸駅から銚子駅へ乗り入れる

### 貨物支線
（貨）は貨物専用駅を表す。小岩駅 - 新小岩信号場駅間は本線と重複。（） 内の数字は起点からの営業キロ。詳細は各支線記事を参照。
越中島支線
小岩駅（0.0） - 新小岩信号場駅（2.3） - （貨）小名木川駅（8.6 廃止） - （貨）越中島貨物駅（11.7）
新金貨物線
小岩駅（0.0（ - 新小岩信号場（2.3） - 金町駅（8.9）

### 過去の接続路線
- 八街駅：成田鉄道八街線 - 1940年5月14日廃止
- 八日市場駅：成田鉄道多古線 - 1946年10月9日廃止

### 廃止区間
貨物支線
銚子駅（0.0） - （貨）新生駅（0.8）

## 平均通過人員
各年度の平均通過人員（人/日）は以下の通りである。
| 年度                   | 平均通過人員（人/日） | 平均通過人員（人/日）         | 平均通過人員（人/日） | 平均通過人員（人/日） | 平均通過人員（人/日） | 出典   |
| 年度                   | 全線                  | 東京 - 千葉 錦糸町 - 御茶ノ水 | 千葉 - 佐倉           | 佐倉 - 成東           | 成東 - 銚子           | 出典   |
| ---------------------- | --------------------- | ----------------------------- | --------------------- | --------------------- | --------------------- | ------ |
| 2011年度（平成23年度） | 198,880               | 414,089                       | 100,700               | 19,912                | 7,101                 | [ 48 ] |
| 2012年度（平成24年度） | 200,413               | 416,970                       | 103,178               | 20,305                | 7,166                 | [ 48 ] |
| 2013年度（平成25年度） | 203,631               | 423,673                       | 105,004               | 20,517                | 7,264                 | [ 48 ] |
| 2014年度（平成26年度） | 200,308               | 417,124                       | 102,002               | 20,056                | 7,151                 | [ 48 ] |
| 2015年度（平成27年度） | 203,349               | 423,522                       | 103,387               | 20,202                | 7,300                 | [ 48 ] |
| 2016年度（平成28年度） | 204,296               | 425,851                       | 103,476               | 19,920                | 7,139                 | [ 49 ] |
| 2017年度（平成29年度） | 205,892               | 429,567                       | 103,805               | 19,550                | 7,062                 | [ 49 ] |
| 2018年度（平成30年度） | 207,099               | 431,983                       | 105,090               | 19,568                | 7,054                 | [ 49 ] |
| 2019年度（令和元年度） | 204,556               | 427,304                       | 102,255               | 18,929                | 6,815                 | [ 49 ] |
| 2020年度（令和02年度） | 141,387               | 296,659                       | 65,659                | 12,986                | 4,683                 | [ 49 ] |
| 2021年度（令和03年度） | 147,321               | 307,856                       | 70,721                | 14,439                | 5,422                 | [ 50 ] |
| 2022年度（令和04年度） | 164,830               | 343,629                       | 82,919                | 15,954                | 5,965                 | [ 50 ] |
| 2023年度（令和05年度） | 177,831               | 370,141                       | 93,099                | 16,812                | 6,157                 | [ 51 ] |